# Hattusa
Vous lisez un « bon article » labellisé en 2010.
Sauf précision contraire, les dates de cet article sont sous-entendues « avant l'ère commune » (AEC), c'est-à-dire « avant Jésus-Christ ».
Hattusa (aussi Ḫattuša ou Hattousa ou Hattusha, ancien nom Hattush), aujourd'hui située à proximité du village de Boğazkale (anciennement Boğazköy), est un site archéologique situé dans la province de Çorum, en Turquie. Il fait l'objet d'un classement au patrimoine mondial de l'Unesco depuis 1986.
C'était la capitale du royaume hittite, située en Anatolie centrale, dans une région montagneuse, près d'une boucle du fleuve Kızılırmak. Elle succéda comme capitale des Hittites à Nesha (Kanesh) sous le règne de Labarna II qui prit le nom de Hattusili Ier pour marquer l'événement, vers 1650 av. J.-C. Elle connut des périodes fastes et d'autres plus difficiles au cours de son histoire, perdant quelque temps son rôle de capitale, avant de connaître son apogée au XIIIe siècle sous l'impulsion du roi Hattusili III et de son fils Tudhaliya IV, qui y entreprirent un important programme de constructions. Pourtant, son abandon et la fin du royaume hittite survinrent à peine quelques années après, au tout début du XIIe siècle.
En tant que capitale d'un des plus puissants royaumes du Proche-Orient du IIe millénaire, elle dispose d'un ensemble important de monuments mis au jour depuis 1906 par des équipes d'archéologues allemands. Les principaux lieux de fouille de ce vaste site de plus de 160 hectares sont la citadelle de Büyükkale, la zone du Grand Temple de la Ville basse, la zone des temples de la Ville haute, ainsi que les restes de l'impressionnante muraille qui protégeait la ville, au sud du site, autour de la colline de Yerkapı. Hattusa avait non seulement une fonction politique de capitale, mais c'était aussi un centre religieux de premier ordre dans le royaume, notamment durant ses dernières années, ainsi qu'un centre culturel majeur.
Grâce aux plus de 30 000 tablettes cunéiformes qui y ont été exhumées continuellement depuis le début des fouilles, Hattusa est le site par lequel nous viennent la majeure partie de nos connaissances sur la civilisation hittite, ainsi que d'importantes connaissances sur la situation internationale dans tout le Moyen-Orient du fait de l'importance politique du royaume à son apogée. Ces tablettes, inscrites en cunéiforme, sont rédigées dans plusieurs langues, témoignant des différents héritages qui se mêlent dans le royaume hittite : hittite, akkadien (langue de Mésopotamie), hourrite, mais aussi des langues d'autres peuples d'Anatolie comme le hatti, le louvite et le palaïte. Les textes sont de nature très variée : diplomatique, administrative, religieuse, technique, juridique, etc. On a également retrouvé sur le site des inscriptions en hiéroglyphes hittites (en réalité en langue louvite), datant des dernières années de la capitale hittite.
Le site de Boğazkale ne fut pas abandonné après la chute du royaume hittite, puisqu'il fut régulièrement occupé durant les siècles suivants, jusqu'au village actuel qui le borde. Mais jamais aucun de ces établissements n'approcha le rayonnement de la ville hittite.

## Site et situation

Localisation de Hattusa et des principaux sites de l'Anatolie hittite.

Le site de Boğazkale se situe dans le Nord de l'Anatolie centrale, à 150 kilomètres à l'est d'Ankara. Il s'agit d'une région montagneuse, marquée par un climat relativement rude, très sec de nos jours, même s'il a sans doute été plus humide durant l'Antiquité. Les hivers sont longs et froids, les étés courts et chauds. De fait, on trouve peu de végétation autour du site, et l'environnement est très rocheux, la végétation steppique. Les plateaux alentour sont cependant fertiles, et permettent donc de faire vivre une population importante quand ils sont bien mis en valeur, ce qui n'est pas toujours le cas durant l'Antiquité, faute de bras. Les régions situées au nord de Boğazkale sont plus humides à mesure qu'on approche de la mer Noire, et le couvert forestier y est plus dense.
Boğazköy/Boğazkale est un vaste site de plus de 160 ha, divisé en plusieurs parties. On y trouve deux importants promontoires rocheux, Büyükalle (« Grande forteresse ») au centre-est, et Büyükkaya (« Grand rocher »), 500 mètres au nord. À l'est de Büyükkale se trouve la « Ville basse », le site où s'est développée la première agglomération de Hattusa, sur une surface relativement plane. Au sud de Büyükkale, c'est la « Ville haute », la partie la plus récemment construite de la capitale. On y trouve trois petits promontoires rocheux : Yenicekale, Nişantepe et Sarıkale. Tout au sud, c'est Yerkapı, une colline artificielle réalisée durant le dernier siècle de la capitale hittite pour y aménager des remparts. Le site est bien pourvu en eau, puisqu'on y trouve sept sources naturelles. Les différentes lignes de crête et autres hauteurs rocheuses forment des points de fixation utiles pour le système de défense, tandis que des précipices rendaient le site inaccessible par ses côtés nord et est. Le site présente donc des avantages pour la sécurité de ses habitants.
À plus petite échelle, Boğazkale est situé à l'intérieur de la grande boucle tracée par le cours du fleuve Kızılırmak (Marashantiya dans les sources hittites, le Halys des sources classiques), à proximité des vallées de deux confluents de celui-ci. Durant l'Antiquité, d'importantes routes commerciales passent à proximité du site, notamment une qui relie la Cappadoce centrale aux rives de la mer Noire dans le sens sud-nord, ainsi que d'autres voies dans un sens est-ouest. Cependant, la ville de Hattusa a toujours été excentrée par rapport au centre ancien de la civilisation hittite, localisé plus au sud, et par rapport aux régions dominées par le royaume à son apogée, l'extension de celui-ci se faisant surtout vers le sud-est et secondairement le sud-ouest. De plus, elle a toujours été exposée aux attaques des populations habitant les montagnes situées plus au nord et restées insoumises aux Hittites, les Gasgas.

## La redécouverte de Hattusa

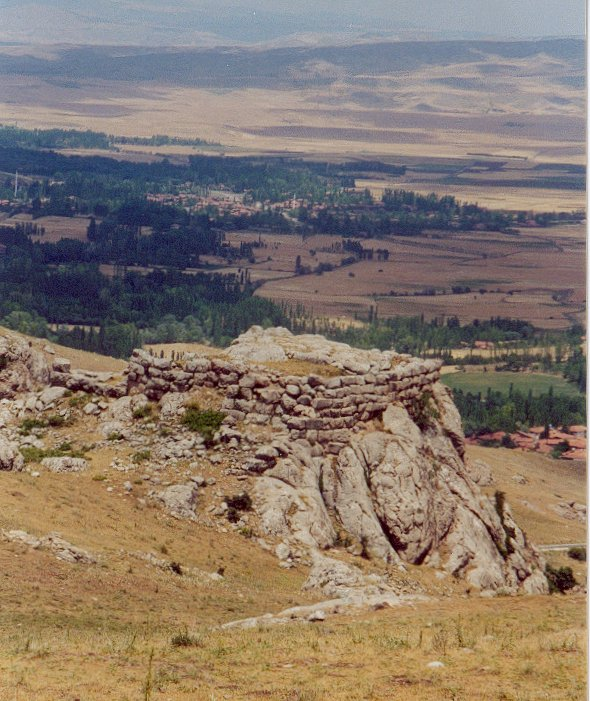
Un des promontoires du site de Boğazkale : Yenicekale.

### Les premiers explorateurs
Le site de Boğazköy est redécouvert en 1834 par un architecte français habitué à explorer les ruines classiques, Charles-Marie Texier, qui se rend également à Yazılıkaya. Il l'identifie erronément avec la ville de Tavium, mentionnée par des auteurs classiques comme Hérodote et Strabon, qui était le site qu'il recherchait en venant dans la région. Il publia en 1848 des descriptions accompagnées de dessins de ses trouvailles, qui guidèrent par la suite les autres explorateurs du site. Deux ans plus tard, un Britannique, William John Hamilton, visita à son tour Boğazköy et maintint l'identification avec Tavium. En 1861, un autre archéologue français, Georges Perrot, effectua des relevés sur le site avec une équipe et mit en doute l'identification proposée par Texier, préférant voir dans ces ruines celle de Ptéria, mentionnée par Hérodote durant le conflit entre Crésus de Lydie et Cyrus II de Perse.
Jusqu'à ce moment, les Hittites étaient inconnus de ces explorateurs, puisque seule la Bible les mentionnait brièvement. Mais il devint évident qu'il y avait eu un royaume important en Anatolie à partir de la découverte des lettres d'Amarna en 1887, parmi lesquelles on trouva aussi les premiers documents en langue hittite connus. Les Allemands prirent à partir des années 1880 une part importante dans les recherches en Anatolie. Carl Humann, ingénieur des chemins de fer, réalisa un premier relevé topographique du site de Boğazköy ainsi que des moulages à Yazılıkaya en 1882. En 1894, le Français Ernest Chantre fit creuser les premières tranchées exploratrices à Yazılıkaya et à Boğazköy (Büyükkale et Grand Temple). Il découvrit les premières tablettes des archives royales, qui purent être mises en parallèle avec celles découvertes à Tell el-Amarna.

### Un siècle de fouilles allemandes
En 1906, l'archéologue allemand Hugo Winckler et l'archéologue ottoman Théodore Macridy Bey investissent le site. Winckler était déjà un assyriologue réputé et recherchait dans les ruines de Boğazköy celles de la capitale hittite. Ses fouilles, qu'il mène jusqu'à sa mort en 1913, confirment son intuition. Il était avant tout là pour trouver des tablettes, ce qui fut couronné de succès. L'exploration des bâtiments fut laissée au second plan. C'est à partir des tablettes laissées par Winckler que l'assyriologue tchèque Bedrich Hrozny put traduire le hittite entre 1914 et 1917.
Les fouilles de Boğazköy furent interrompues par la Première Guerre mondiale, et ne reprirent qu'en 1931, sous la direction de Kurt Bittel, qui y resta jusqu'en 1939 et dut laisser le site du fait de la Seconde Guerre mondiale. À partir de ce moment, les fouilles se font sous la direction de l'Institut archéologique allemand (Deutsches Archäologisches Institut), quelque temps en coopération de la Société orientale allemande (Deutsche Orient-Gesellschaft - DOG). Bittel revient sur le site à partir de 1952, avant de passer progressivement le relais à un de ses élèves, Peter Neve, qui prend la direction effective des fouilles en 1978. Les premières campagnes sont consacrées à la mise au jour des principaux bâtiments de la capitale : la citadelle de Büyükkale, le Grand Temple et ses dépendances, les murailles et les portes de la Ville haute, avec les plus grands temples de cette dernière. De nombreuses tablettes sont encore découvertes, surtout durant les fouilles des années 1930. Le site de Yazılıkaya est également l'objet de fouilles, qui cherchent à expliquer sa fonction exacte dans le culte hittite.
Peter Neve dirige les fouilles du site jusqu'en 1994 et se concentre dans la zone de la Ville haute, où sont mis au jour un ensemble d'une trentaine de temples, ainsi que d'autres monuments, notamment autour de Nişantepe. La protection du site et son organisation pour le tourisme sont mises en place durant ces années-là. Le site est classé au Patrimoine mondial de l'UNESCO en 1987.
En 1994, la direction des fouilles revient à Jürgen Seeher, qui poursuit notamment les recherches entamées par Neve sur la colline de Büyükkaya, puis se consacre à la partie occidentale de la Ville haute. Un programme original de reconstruction d'un pan de la muraille située à proximité du Grand Temple est mis en œuvre entre 2003 et 2005. Depuis 2006, les fouilles se poursuivent sous la direction d'Andreas Schachner.

### La publication des découvertes
Plusieurs séries et revues allemandes se sont occupées de publier la majeure partie des découvertes effectuées à Boğazköy depuis le début des fouilles de Winckler et de ses collaborateurs, jusqu'à nos jours. Les tablettes des campagnes postérieures à 1939 ont été envoyées en Allemagne, avant d'être retournées en Turquie à Istanbul et Ankara après 1945, où sont aussi conservées les tablettes retrouvées depuis lors :
- la série Keilschrifttexte aus Boğazköy (KBo), publiée à Leipzig et Berlin, contient la publication de la majeure partie des tablettes exhumées à Boğazköy depuis le début des fouilles. À l'origine, il s'agissait des tablettes envoyées en Allemagne, mais elle a encore servi pour la publication de tablettes renvoyées en Turquie ou découvertes après 1952 ;
- la série Keilschrifturkunden aus Boghazköi (KUB), publiée à partir de 1921 à Berlin, à l'origine à partir des tablettes envoyées au Pergamon Museum et renvoyées en Turquie depuis ;
- la série Istanbul Arkeoloji Müzelerinde bulunan Boğazköy Tabletleri (IBoT) a servi un temps à publier les tablettes rapatriées en Turquie, à Istanbul puis Ankara ;
- la série Studien zur Boğazköy-Texten (StBoT), publiée à Wiesbaden, comprend des études relatives aux tablettes retrouvées à Boğazköy, notamment des transcriptions et traductions, rarement comprises dans les volumes d'éditions de tablettes ;
- depuis 1978, des rapports de fouilles préliminaires sont publiés chaque année dans la revue de l'Institut archéologique allemand, Archäologischer Anzeiger, ainsi que dans la revue turque Kazi Sonuçlan Toplantisi ;
- les séries Boğazköy-Hattusa. Ergebnisse der Ausgrabungen[11] et Boğazköy-Berichte[12] de l'Institut archéologique allemand présentent des études sur l'archéologie et l'art de Hattusa.

## Historique

### Les premiers millénaires (VIe–IIIemillénaires)
Les premières phases d'occupation du site de Boğazkale remontent au VIe millénaire (Chalcolithique), et c'est déjà le plateau de Büyükkaya qui est le lieu privilégié de l'habitat. Un site contemporain a été fouillé à proximité, à Yarikkaya. On dispose de maigres traces d'occupation durant les trois premiers millénaires d'occupation du site, qui ne se développe réellement qu'au IIIe millénaire, durant l'Âge du bronze ancien. Mais la principale agglomération de la région est alors Alacahöyük, à 25 kilomètres de Boğazkale. Les principaux points d'occupation du site sont situés toujours à Büyükkale, où est érigée une première fortification, mais aussi à Büyükkaya. Les traces des bâtiments de cette période sont maigres, recouvertes par ceux des périodes suivantes. Les habitants d'alors sont sans doute ceux qui sont nommés Hatti dans les textes du millénaire suivant, une population parlant une langue isolée, qui semble apparentée à des groupes ethniques du Caucase actuel.

### Hattush, capitale des Hatti et comptoir assyrien (c. 2000-1750)
Avant d'être hittite, Boğazkale est donc un site des Hattis, auxquels elle doit son nom, qui est également donné à la région dans laquelle elle se trouve. La ville apparaît dans les textes écrits du début du IIe millénaire sous le nom de Hattush, essentiellement dans l'abondante documentation des marchands assyriens qui font du commerce en Anatolie retrouvée sur le site de Kültepe, en Cappadoce, l'antique ville de Kanesh/Nesha, foyer de la civilisation hittite, à 160 kilomètres au sud-est de Boğazkale. C'est avec l'arrivée de ces négociants que l'écriture est introduite à Boğazkale, comme ailleurs en Anatolie. Ils vont essentiellement chercher des métaux dans cette région (cuivre, argent, or), échangés contre l'étain et les étoffes qu'ils importent. On a retrouvé les traces d'un établissement de ces marchands assyriens, nommé kārum, dans la Ville basse, aux niveaux V et IV, remontant respectivement au XIXe siècle et au début du XVIIIe siècle. C'est de ce dernier niveau que datent les 71 tablettes assyriennes retrouvées là. Dix-huit d'entre elles documentent les activités du marchand Dāya, installé à Hattush où il importe des étoffes d'Assyrie, expédiées par son épouse qui réside là-bas. Cette ville est en effet un poste important dans le réseau commercial tissé par les Assyriens en Anatolie, localisée sur la route conduisant de Kanesh à Zalpa, sur la mer Noire, en passant par Ankuwa (sans doute le site actuel d'Alişar), une autre cité importante de la région. Ces textes sont contemporains du niveau Ib de Kanesh, qui marque la fin de la période des marchands assyriens.
Hattush est alors la capitale d'un royaume relativement important, qui est apparemment le centre politique des Hatti et domine le bassin du Kızılırmak. Le palais royal est situé sur la colline de Büyükkale, entouré du principal noyau de peuplement de la cité, dont les limites ne dépassent pas la Ville basse. Les rois de Hattush doivent faire face à l'expansion des rois « hittites » (qui ne portent pas encore ce nom) établis au sud. Finalement, durant la première moitié du XVIIIe siècle, le roi Anitta de Kussar a fondé le premier grand royaume d'Anatolie, précurseur du futur royaume hittite. D'après un texte datant du XVIe siècle rapportant les faits de cette époque, il a vaincu le roi Piyushti de Hattush, détruit sa ville, et aurait maudit le sol de la cité, qui ne devait dès lors plus être habité sous peine d'encourir la fureur du Dieu de l'Orage. À partir de ce moment, le Hatti passe sous la domination du peuple indo-européen qui prend finalement son nom environ un siècle plus tard, les Hittites.

### Heurs et malheurs de la capitale du royaume hittite durant l'Ancien et le Moyen royaume (c. 1750-1350)

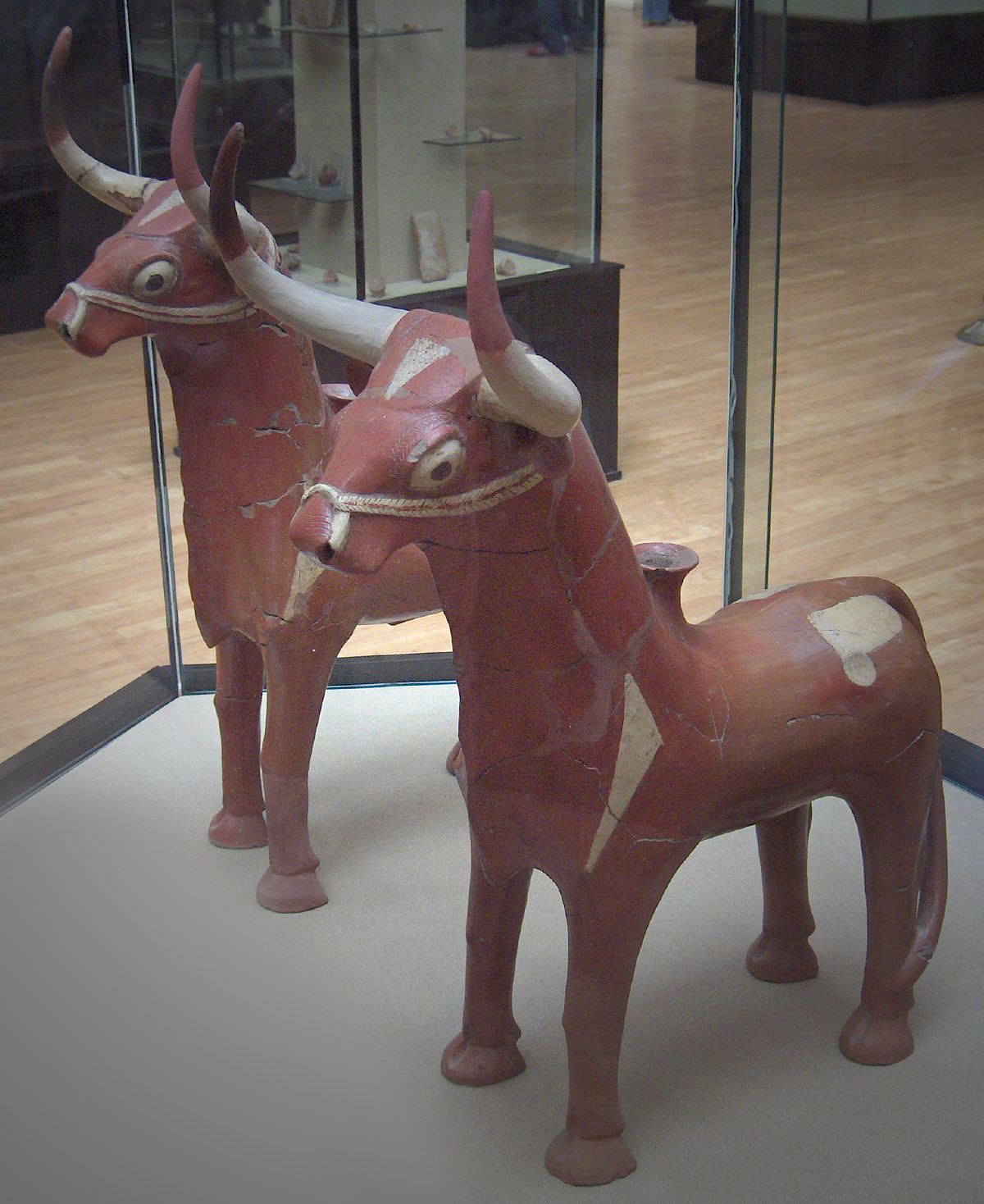
Vases de cérémonies en terre cuite Rhyton figurant des taureaux, retrouvés à Hattusha, période de l'Ancien royaume.

Au milieu du XVIIe siècle av. J.-C., un roi hittite venant probablement de Kussar a choisi de transporter sa capitale à Hattusa. Il prend un nom convenant à la circonstance, Hattusili, ce qui signifie « (l'homme) de Hattusha ». L'événement est donc quelque chose de très important dans la vie politique de l'Anatolie de cette période. Hattusili semble avoir fait peu de cas de la malédiction jetée par Anitta sur cette ville, et le changement de capitale a dû s'accompagner d'un programme de constructions dont nous ne savons rien, vu qu'il n'y a pas de sources épigraphiques le concernant, et que les monuments de la période n'ont pas pu être fouillés, car ils ont été détruits ou recouverts par les niveaux des siècles suivants. La ville recouvre alors Büyükkale, qui reste le lieu du palais royal, la Ville basse, mais aussi certaines parties de la Ville haute où ont été récemment mises au jour des résidences de cette époque. Hantili Ier a construit ou reconstruit une muraille, dont l'identification précise est débattue : il est généralement admis qu'il s'agit de celle entourant la Ville basse et le secteur palatial, mais il se pourrait qu'elle englobe aussi la Ville haute.
Le nouveau fondateur de la ville est en tout cas celui qui donne aux Hittites un royaume parmi les plus puissants du Moyen-Orient, et il domine une grande partie de l'Anatolie, poussant ses attaques jusqu'en Syrie du Nord. Son fils et successeur Mursili Ier s'empare même des capitales des deux plus grands royaumes de cette époque, Alep et Babylone, au tout début du XVIe siècle. Nous ne savons pas grand-chose de Hattusa durant cette période, hormis les échos des luttes qui secouent la cour hittite, notamment celles qui précèdent la prise de pouvoir de Télipinu. Mais le plus grand péril vient finalement de l'extérieur du royaume, même s'il est lié à l'affaiblissement du pouvoir central en querelles dynastiques : vers 1400, les Gasgas mènent un raid qui aboutit à la prise de Hattusa et à sa mise à sac. Le pouvoir royal est alors considérablement affaibli, proche de sa perte, et il est contraint de quitter Hattusa, apparemment pour Samuha qui devient la capitale hittite.

### L'apogée de Hattusa à la fin du Nouvel Empire (c. 1350-1200)
Le royaume hittite est sauvé du désastre par le roi Suppiluliuma Ier, dont les succès militaires replacent le royaume parmi les grandes puissances du Moyen-Orient de façon incontestée. Si c'est à lui (ou à son père Tudhaliya III) qu'il faut attribuer le retour de Hattusha au rang de capitale, ses nombreuses campagnes militaires ne lui ont probablement pas laissé le temps de restaurer la ville, alors qu'il ne parvient pas à sécuriser la frontière septentrionale de son royaume face aux incursions des Gasgas qu'il combat à plusieurs reprises. La fin de son règne est marquée par une terrible peste qui ravage le centre du Hatti, et donc sa capitale, emportant même le roi. Ces événements dramatiques nous sont connus par la Prière de Mursili II (le fils et successeur de Suppiluliuma) au sujet de la peste. Le nouveau roi n'a pas plus l'opportunité que son prédécesseur d'entreprendre de grands travaux de constructions.

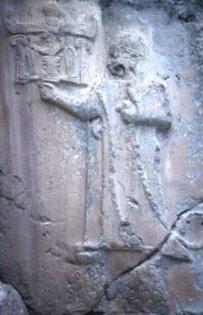
Bas-relief de Yazılıkaya représentant Tudhaliya IV.

Sous le roi suivant, Muwatalli, la capitale est transférée dans une nouvelle cité, Tarhuntassa, située sans doute autour du Lac salé, en Anatolie centrale. Ce changement est peut-être motivé par des raisons religieuses : le nouveau roi privilégierait la ville où se situe le sanctuaire de son dieu personnel, le Dieu de l'Orage Pihaššašši. Mais Tarhuntassa est également située dans une région moins vulnérable aux attaques ennemies que Hattusa. La direction de Hattusha est confiée au chef des scribes Mittannamuwa, au détriment du frère du roi Hattushili qui est pourtant chargé de la direction des opérations militaires aux confins septentrionaux du royaume. Muwatalli cherche peut-être à limiter le pouvoir de son frère.
À la mort de Muwatalli, son fils Urhi-Teshub/Mursili III lui succède, et refait de Hattusa la capitale de l'Empire. Mais il est vite chassé du pouvoir par son oncle Hattusili III. C'est lui et son fils Tudhaliya IV, avec la participation de la reine Puduhepa, qui entreprennent de grands travaux dans Hattusha. La citadelle de Büyükkale et le Grand temple de la Ville basse sont restaurés et agrandis. Les murailles existantes sont remises en état, et c'est à ce moment qu'on bâtit une nouvelle série de murailles qui étend considérablement la surface de la ville vers le sud englobant l'espace dénommé par les archéologues « Ville haute », si elle ne date pas d'une période plus ancienne. Ce secteur devient en tout cas un complexe cultuel très important dans lequel sont bâtis une trentaine de temples. Le sanctuaire de Yazılıkaya est considérablement remanié au même moment, et devient le symbole de l'introduction des divinités hourrites (en premier lieu Teshub, Hebat et leur fils Sharruma) au cœur du pays du Hatti. C'est l'apogée de Hattusa, qui est alors une capitale couverte de monuments.

### La fin de la capitale hittite
Suppiluliuma II, fils et successeur de Tudhaliya IV, parachève l'œuvre de construction de ses prédécesseurs, et laisse plusieurs inscriptions dans la capitale. Mais c'est sous son règne que l'éclat dont est parée Hattusha depuis le règne de son grand-père se révèle n'être qu'éphémère. En quelques années au début du XIIe siècle, le royaume hittite s'effondre dans un contexte international chaotique et encore mal compris, marqué par les invasions dites des Peuples de la mer. La plupart des royaumes vassaux des Hittites en Anatolie et Syrie sombrent en même temps que la puissance tutélaire.
Le destin de Hattusa durant les dernières années du royaume hittite est vu sous un nouveau jour depuis récemment. Les traces de destructions des niveaux du début du XIIe siècle dans les principaux monuments de la ville montraient qu'elle avait été prise, pillée et saccagée. On pensait que cet événement marquait la chute des Hittites. En réalité, on sait depuis peu que Hattusha est abandonnée avant la fin du royaume hittite, la cour royale s'étant sans doute une nouvelle fois installée dans une autre capitale dont on ignore l'emplacement faute de sources, cette fois-ci sans revenir à Hattusa par la suite. On constate que certains temples de la ville ont été vidés de leur personnel et de leur mobilier le plus important. Les traces de destructions d'édifices ne correspondent pas forcément à des événements simultanés indiquant une prise de la ville. L'Empire hittite disparaît par la suite, mais on ne sait pas dans quelles circonstances.

### Âge du fer (c. 1200-330)

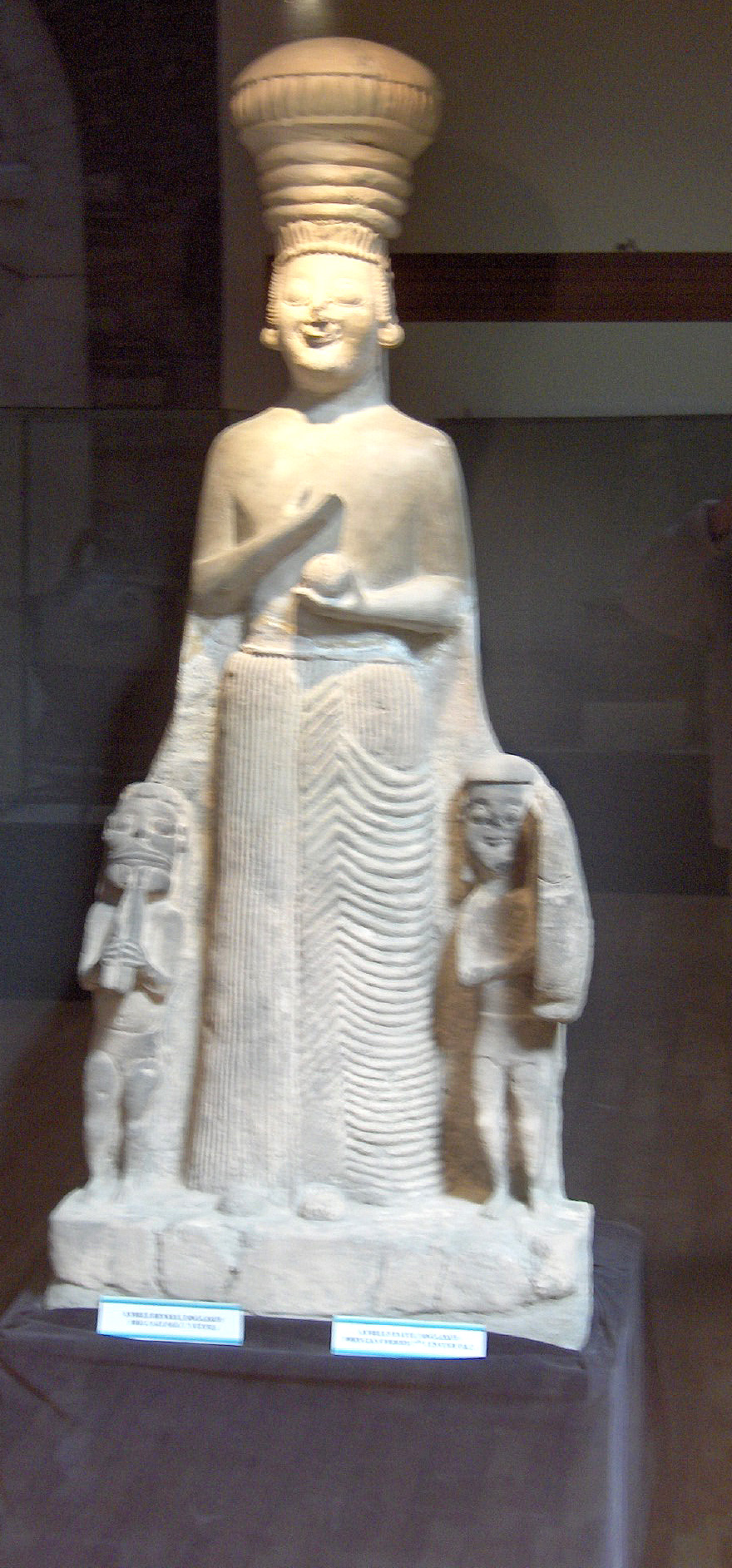
Statue de calcaire de la déesse Cybèle retrouvée à Boğazkale, période phrygienne, milieu du VIe siècle.

Immédiatement après la fin du royaume hittite, Hattusa n'est pas dépeuplée, une petite partie du site est occupée au début de l'âge du Fer, avec sans doute une population nouvellement arrivée dans la région, venue peut-être du nord. Cette occupation est attestée sur la colline de Büyükkaya. La culture matérielle est fruste, marquée par l'apparition d'une céramique peinte rouge, il n'y a plus de trace d'écriture et d'administration. Progressivement, d'autres parties du site sont réoccupées, à commencer par Büyükkale, ainsi que la Ville basse. Vers le VIIIe siècle, la Ville basse est délaissée, ainsi que Büyükkaya, alors que Büyükkale est fortifiée, et que l'on construit une citadelle près de Nişantepe, sans doute pour se protéger contre des invasions comme celles des Cimmériens. Les populations qui occupent le site durant les siècles suivants ont une culture matérielle typique des Phrygiens, dont la zone centrale se trouvait autour de Gordion, en Anatolie occidentale. Une statue remarquable de la déesse Cybèle, très vénérée par ce peuple, a été retrouvée sous la porte sud-est de l'acropole. Alors que la région passe sous la domination de la Lydie, puis des Perses achéménides au VIe siècle, l'occupation de Boğazkale devient moins dense, et l'habitat reste modeste.

### De la période hellénistique à l'Empire byzantin (330av. J.-C.-1071apr. J.-C.)
L'Anatolie passe sous la domination grecque après les conquêtes d'Alexandre le Grand vers 330. Cet événement marque le début de la période hellénistique. Au début du IIIe siècle, la domination des royaumes grecs est battue en brèche par de nouveaux arrivants, les Galates. La région de Boğazkale est vraisemblablement sous le contrôle des Trocmes, un des groupes galates, dont la capitale est située à Tavium, à une vingtaine de kilomètres au sud. Vers 25, ils sont soumis par les Romains. Quelques objets et traces de monuments de cette période ont été exhumés sur le site. Après 395 apr. J.-C., l'Anatolie fait partie de l'Empire romain d'Orient. Cette période est peu attestée à Boğazkale.
Ce n'est qu'au Xe et au XIe siècle apr. J.-C. qu'un important village s'épanouit sur le site, pendant la période de croissance économique et démographique de l'Empire byzantin. Cet établissement est situé surtout dans la Ville haute, et dans une moindre mesure dans la Ville basse. Sarikale est protégée par une muraille, et sert sans doute de résidence à un gouverneur local. On a également retrouvé une église et des tombes datant de cette période. À en juger par les trouvailles monétaires effectuées sur place, l'occupation byzantine s'arrête vers 1071, après que les Byzantins furent vaincus par les Turcs Seldjoukides à Mantzikert.

### Un village turc
À partir de la fin du XIe siècle apr. J.-C., l'Anatolie centrale passe sous la domination turque. Boğazkale reste peu habitée durant la plus grande partie de cette période. Un peuple turkmène s'établit dans la région au XVIe siècle apr. J.-C., et finit par s'installer aux pieds de l'ancienne capitale hittite, à Boğazköy (« village de la gorge »), village qui perdure depuis, et qui a pris récemment son nom actuel, Boğazkale (« forteresse de la gorge »).

## La capitale des Hittites

Plan du site de Boğazkale.

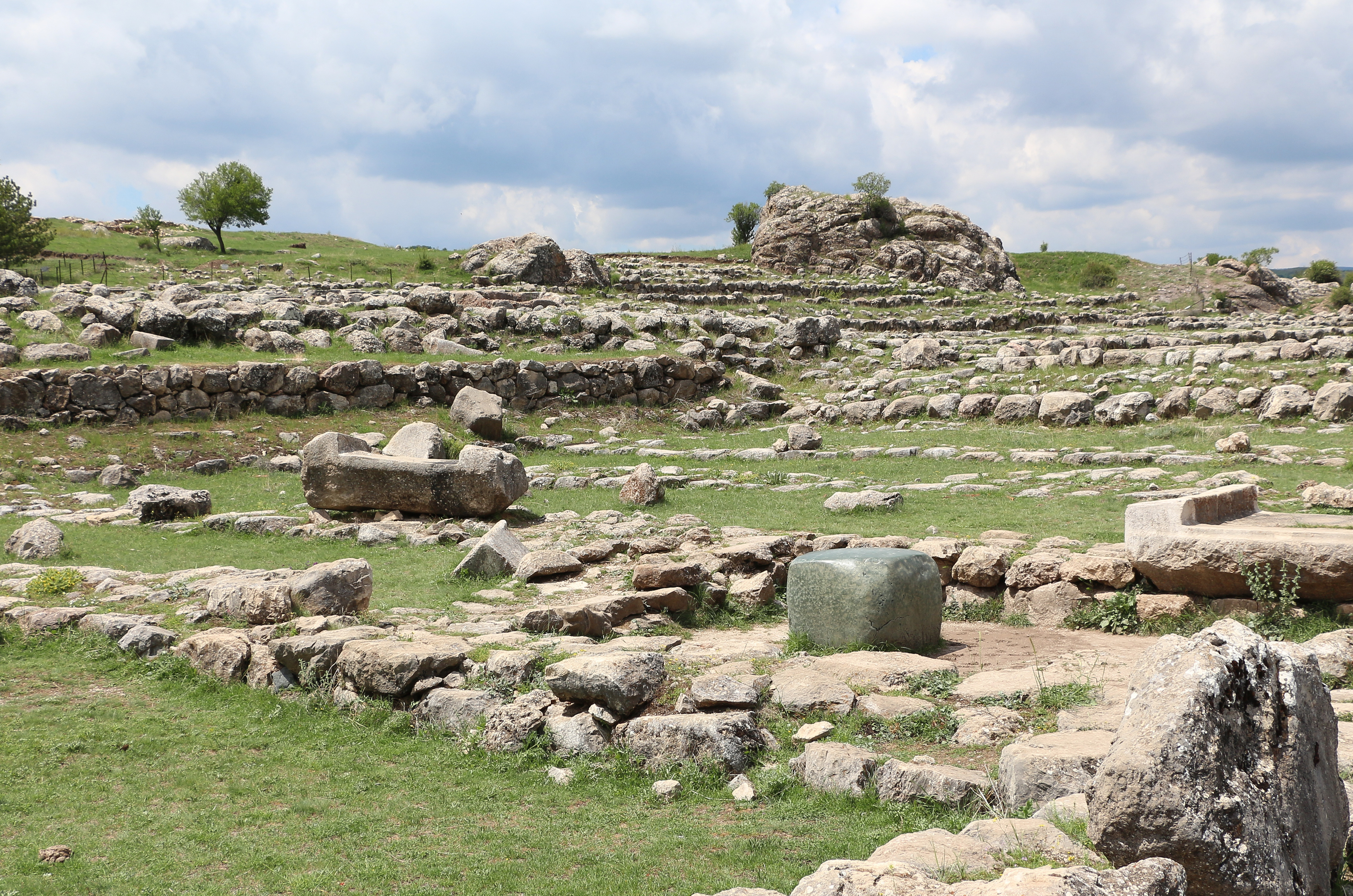
Une partie de la ville basse

La majeure partie des bâtiments retrouvés dans les fouilles de Hattusa date de sa reconstruction au XIIIe siècle av. J.-C. : son enceinte, de plus de six kilomètres, renferme un territoire de plus de 165 hectares. C'est le centre de décision d'un empire militaire, doté d'une citadelle, de remparts et d'importantes réserves, situées au rez-de-chaussée des bâtiments.
La Ville basse, au nord, et la Ville haute, plus récente et située au sud, sont entourées de puissantes murailles. Elles sont divisées en quartiers eux aussi protégés par des murailles, ce qui renforce le caractère militaire de la cité. La citadelle (Büyükkale), perchée au sommet d'un piton rocheux de 250 m sur 150 m, comprend le palais, résidence royale et centre de l'administration de l'empire. Il est compartimenté en quatre cours d'importance variable, souvent bordées de portiques, autour desquelles se répartissent les principaux monuments de l'administration, les archives, la salle de réception à colonne, et la résidence royale, au niveau le plus élevé.
La vieille ville comprend un énorme temple dédié au Dieu de l'Orage à la Déesse-Soleil, organisé autour d'une cour centrale rectangulaire et doté de deux cellae très retirées, de magasins et de dépendances. Il ne reste de ce monument de cette cité d'Anatolie centrale que quelques colossales pierres dressées comme la porte des Lions, taillée dans les remparts. D'autres sanctuaires plus petits sont situés dans la ville nouvelle. Tout cela fait de Hattusa une ville sacrée.

### Une ville à sécuriser

#### Les remparts

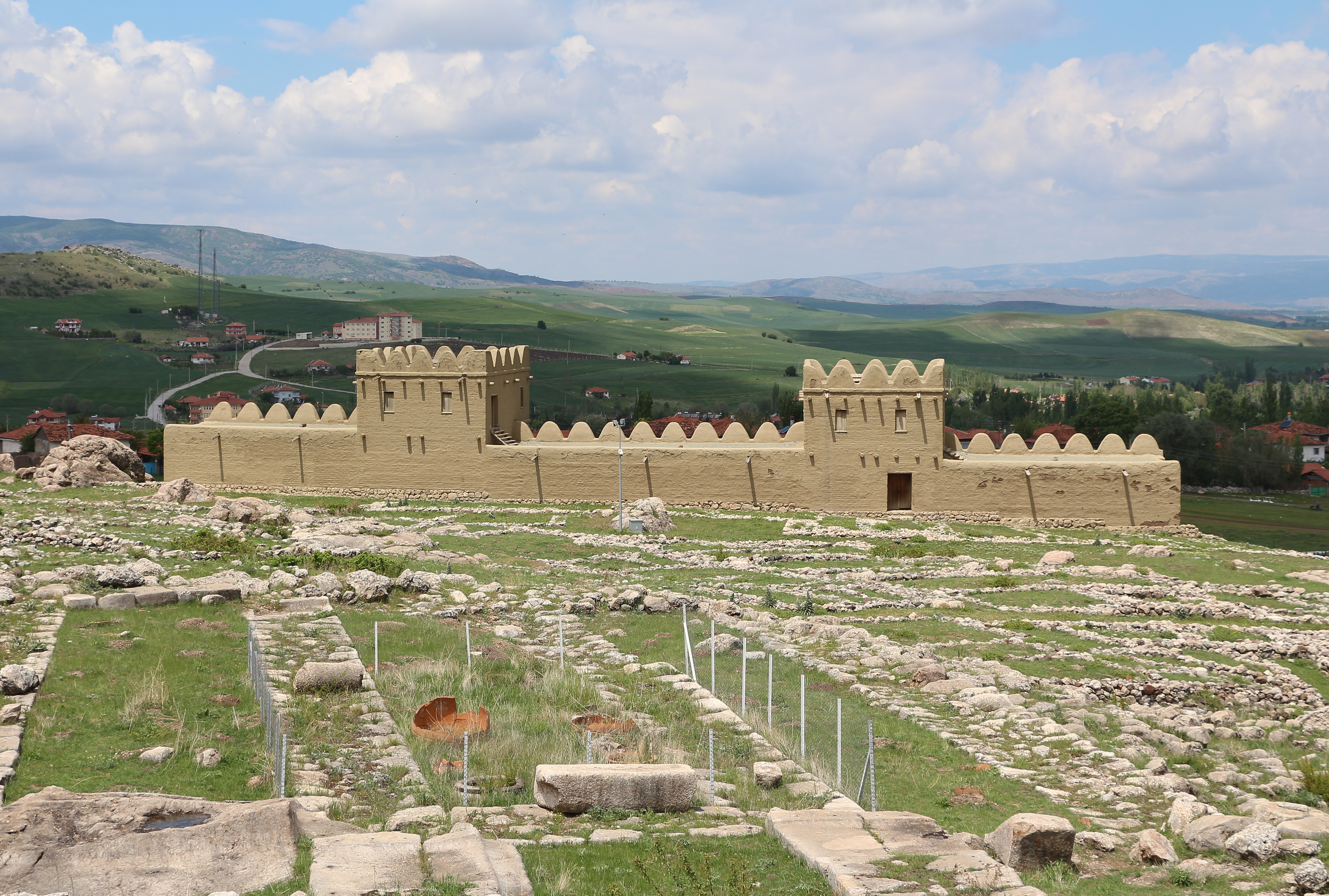
Un pan de la muraille de Hattusa reconstruit par l'équipe fouillant le site selon son apparence antique.

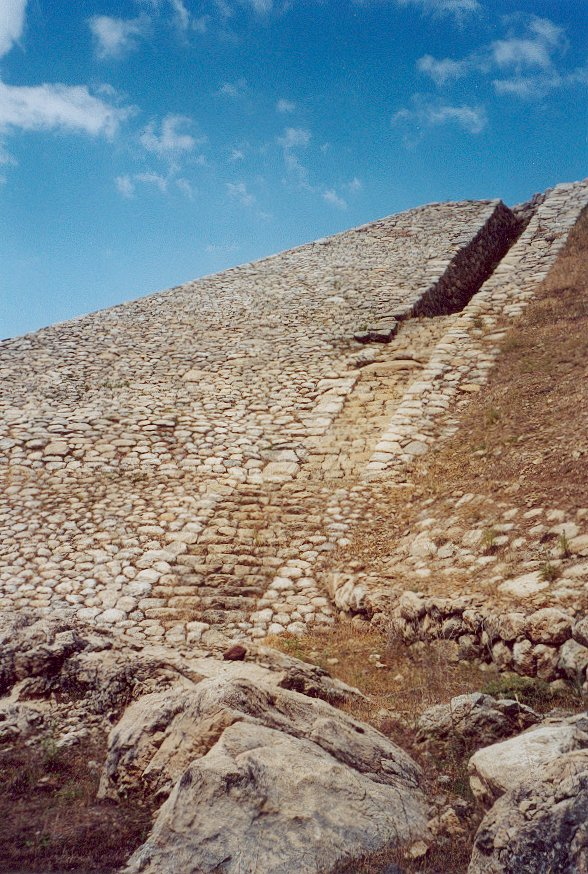
Le dispositif défensif de Yerkapı.

La muraille qui entoure la cité de Hattusa à son apogée mesure environ six kilomètres de long. Elle comporte les portes des Lions, des Sphinx et du Roi. Ses constructeurs ont profité au maximum du relief accidenté du site, sur lequel s'appuient les fortifications. Ils ont tiré parti des longs pitons rocheux pour y bâtir les murs, et des ravins pour rendre l'assaut difficile. Aux endroits où le relief naturel ne présente aucun avantage, ils ont aménagé de grandes levées de terres, et creusé des fossés. L'aménagement le plus impressionnant est localisé à l'extrémité sud de la cité, à Yerkapı, où se trouve la porte des Sphinx. La levée de terre fait environ 80 mètres de large à sa base rectangulaire, et 250 mètres de long, se rétrécissant vers le haut, qui surplombe le fossé l'entourant de plus de 30 mètres. La surface pentue de cette construction était pavée, ce qui constituait un glacis. Des escaliers étroits se trouvent sur les deux côtés les plus courts, à l'extérieur de la muraille. Lors d'un assaut, les assiégeants se retrouvent confrontés à une ascension difficile, car ils sont à découvert.
La muraille proprement dite s'élève donc sur les points élevés naturels ou artificiels. Les fondations de ses murs intérieurs et extérieurs étaient sur de gros moellons de belle taille (« appareil cyclopéen »), qui étaient reliés entre eux par des murs intérieurs à des intervalles réguliers. L'espace à l'intérieur de la muraille entre ces différents murs (extérieurs et intérieurs) était remblayé par des gravats. Cette assise inférieure devait s'élever à 9 mètres de hauteur. La partie supérieure de la muraille était construite en briques crues, avec une armature de grandes poutres de bois. En certains endroits (les portes principales), la muraille est renforcée par une avant-muraille située à 7,50 mètres et large de 1 mètre. Des murailles séparaient également les différentes parties de la ville à l'intérieur, notamment autour de la citadelle de Büyükkale. Une fois les premières murailles franchies, il fallait donc encore des assauts pour pénétrer jusqu'aux points névralgiques de la cité.
Le système défensif était renforcé par des tours disposées tous les 30 mètres le long des murailles, ainsi qu'au niveau des portes. On en trouve également sur l'avant-mur, en position de saillie. Ces tours étaient de base carrée (10 × 15 mètres pour celles encadrant les portes principales). Il est possible que ce système défensif ait été renforcé à l'intérieur de la cité par des fortins situés sur des promontoires rocheux (Yenicekale, Nişantepe et Sarıkale), mais ces édifices avaient peut-être une fonction religieuse.

#### Les portes et les poternes
La puissante muraille de Hattusa était franchie en temps de paix par plusieurs portes dont l'organisation architecturale était, elle aussi, bien pensée. Les portes les mieux conservées sont situées sur le pan méridional de la muraille. Au centre, sur le glacis protecteur de Yerkapı, c'est la porte nommée par les archéologues « porte des Sphinx », du fait des quatre statues massives taillées dans un monolithe qui l'encadraient, représentant des créatures hybrides à tête de femme, au corps de lion, et aux ailes de rapace. C'est la seule des portes de la ville à être située directement sous une tour. Parce qu'elle n'est accessible que par les deux escaliers étroits mentionnés ci-dessus, elle était réservée aux piétons. À environ 500 mètres vers l'ouest et vers l'est se trouvent respectivement la « porte des Lions » et la « porte du Roi », les deux autres portes principales. Elles sont accessibles par deux rampes parallèles à la muraille. Ces deux portes sont flanquées de deux grandes tours. La première doit son nom aux deux grandes statues représentant les membres supérieurs de lions (tête, buste et pattes avant) qui la gardaient. La seconde est décorée non pas à son entrée, mais à l'intérieur, par un bas-relief représentant un dieu armé d'une hache et d'une épée (interprété à l'origine comme étant un roi en posture de guerrier). Ces deux portes étaient composées de façon similaire, couvertes par une arche parabolique de plus de 3 mètres de large et d'environ 5 mètres de haut. Les portes qui les fermaient étaient faites en bois, avec une armature de bronze. Sur le côté ouest de la Ville haute, deux portes voisines ont été identifiées, elles aussi flanquées de deux tours et couvertes en arche parabolique. Elles sont mal conservées, et aucune décoration n'y a été retrouvée.

Portes de Hattusa
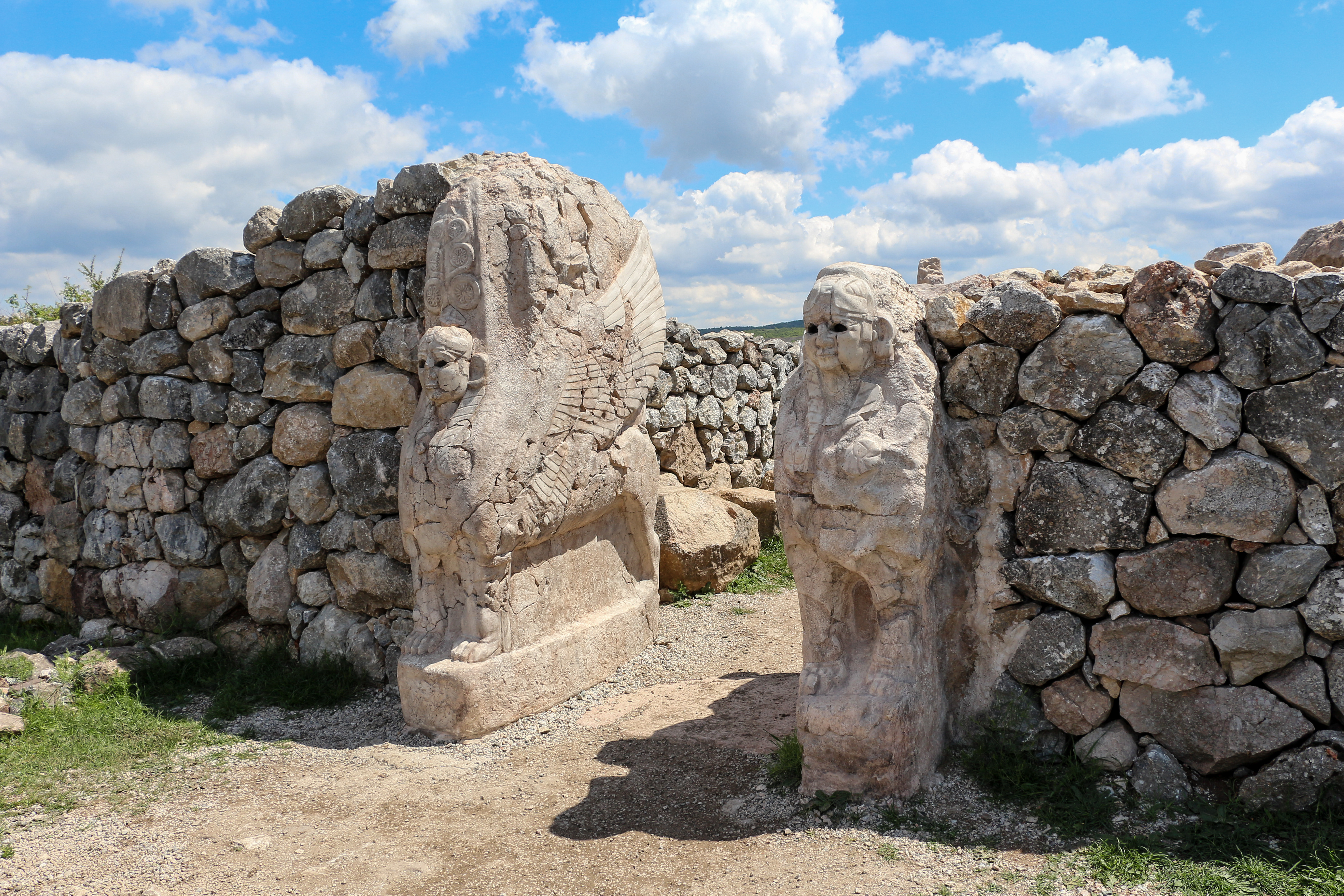
La porte des Sphinx
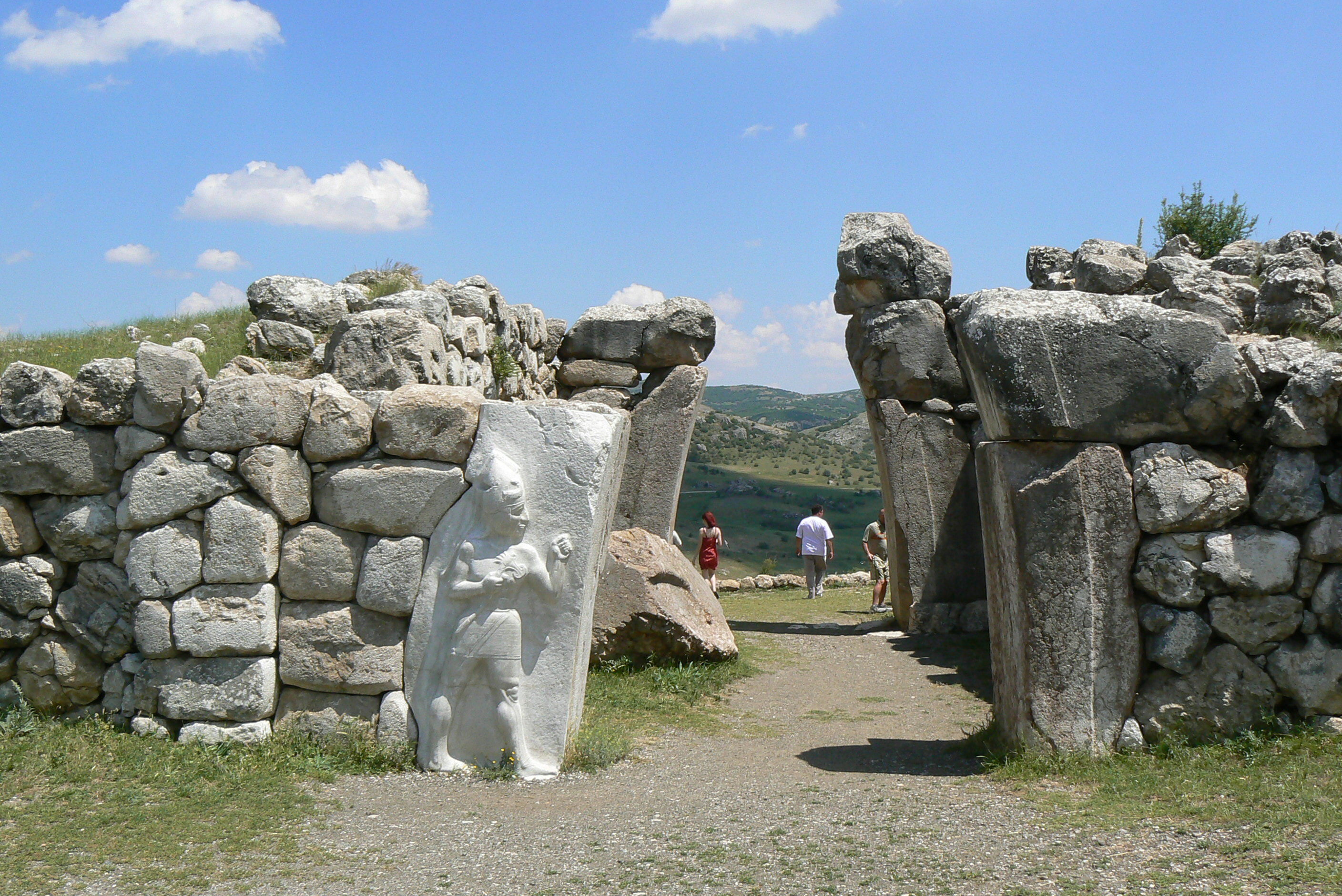
La porte du Roi, avec le bas-relief du dieu-guerrier restauré et les restes de ses arches paraboliques.
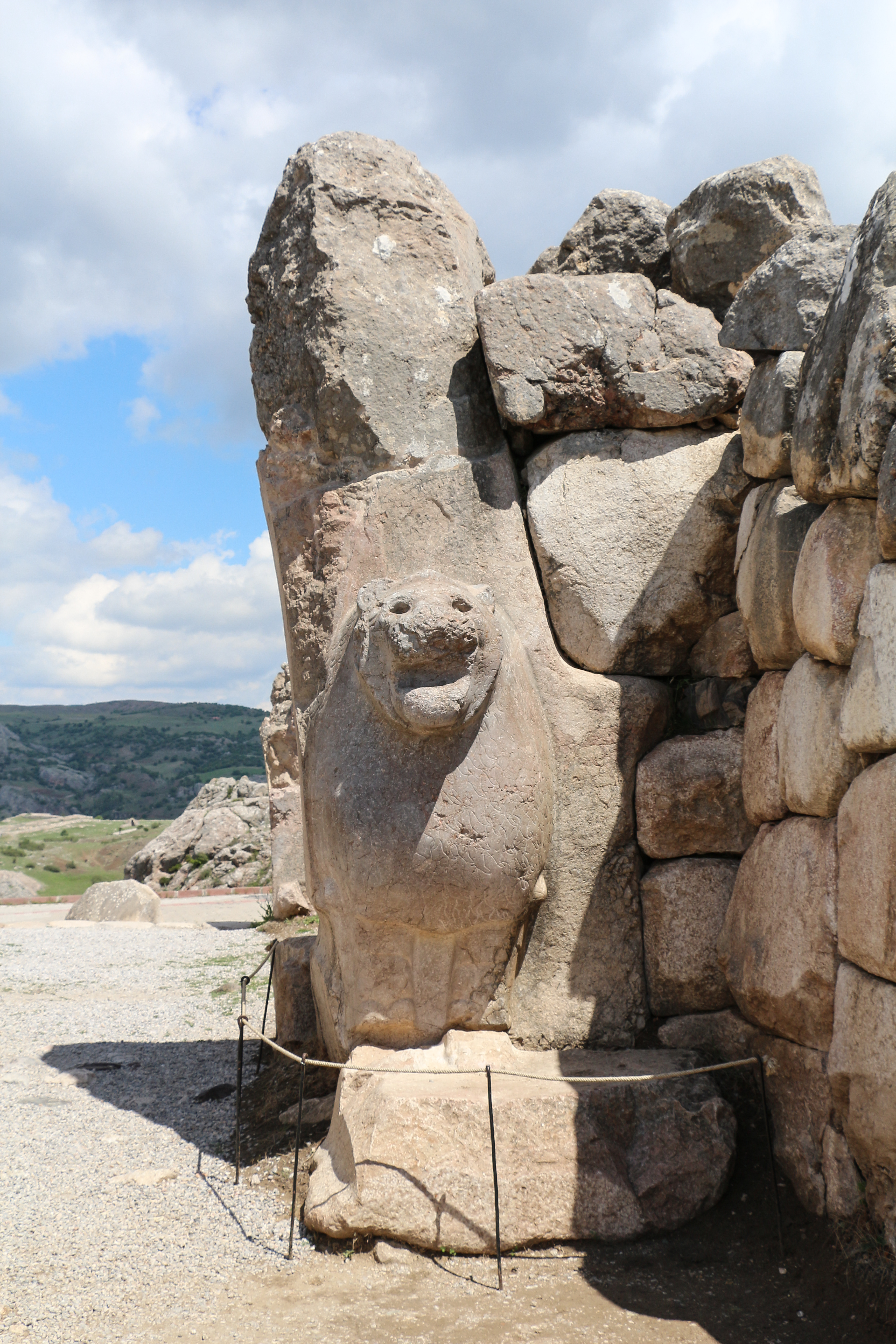
La porte des Lions, sculpture d'un lion protecteur.

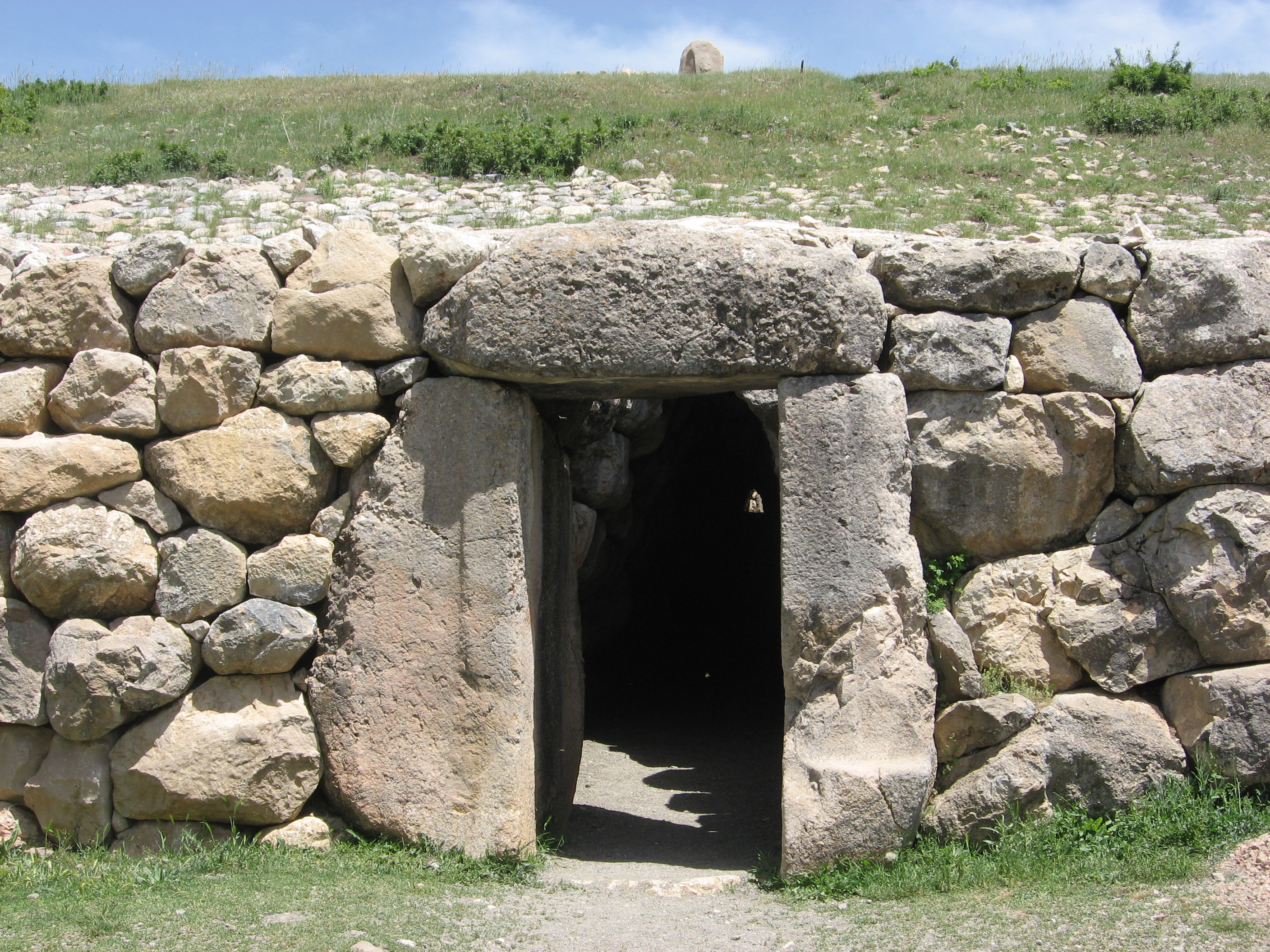
La poterne de Yerkapı.

Sous les murailles de Hattusa ont été creusées en certains endroits des poternes. Il s'agit de longs tunnels souterrains faisant communiquer extérieur et intérieur de la ville, peut-être destinés à faciliter des offensives de sorties lors des sièges. Mais elles sont facilement visibles, ce qui rend problématique cette interprétation, puisque les assaillants les auraient repérées rapidement. Elles sont construites avec des pierres de formes grossières, disposées en encorbellement. Une poterne, sans doute la plus ancienne, est située sous le mur entre la Ville basse et la Ville haute. La plus longue est celle bâtie sous la porte des Sphinx (plus de 80 mètres). C'est à elle que l'on doit le nom moderne du lieu, Yerkapı, signifiant en turc « porte au sol ».

#### L'organisation de la sécurité: le rôle duhazannu
La sécurité de la capitale hittite au quotidien incombait à un administrateur nommé du titre akkadien hazannu, traduit couramment par « maire » ou « bourgmestre », même si son rôle ne correspond pas à cette fonction. Il est secondé par deux fonctionnaires chargés chacun d'un des deux districts entre lesquels la capitale était divisée. En dessous se trouvait un ensemble de gardes chargés de la police dans la ville et de la surveillance, à partir des tours de garde et des fortins. Le hazannu devait veiller à ce que chacune des portes de la ville soit bien fermée et gardée lorsque la nuit tombait. Lui ou un de ses subordonnés devait sceller les portes avec son cachet personnel, et il fallait ensuite vérifier à l'aube qu'elles étaient restées fermées. En cas de siège, la direction des opérations revenait aux chefs militaires du royaume, et les garnisons de la capitale devaient être renforcées. Le hazannu et son équipe étaient également chargés de surveiller qu'aucun incendie n'éclate dans la ville. Ce danger était permanent, et plusieurs incendies sont attestés dans la capitale par les textes ou l'archéologie.

#### L'approvisionnement
Une ville de l'importance de Hattusa devait non seulement être en sécurité face aux violences et aux accidents graves, mais il fallait aussi assurer sa sécurité alimentaire. Premièrement, le problème est l'approvisionnement en eau, Hattusa étant localisée dans une région de climat continental sec. Le site est privilégié de ce point de vue, puisqu'on y trouve plusieurs sources naturelles. Mais cela ne suffisait pas, et il a fallu aménager des aqueducs amenant l'eau depuis des sources extérieures à la ville. Les Hittites avaient également aménagé des bassins dans deux parties de la ville. Deux se trouvaient dans la partie est de la Ville haute, identifiés par les restes de traces de leurs bordures. Le seul dont les quatre côtés aient été conservés mesurait 60 × 90 mètres. Ces bassins sont couverts d'argile imperméable, et leurs rebords sont renforcés par des plaques de calcaire. Ils étaient alimentés par des sources intérieures et extérieures à la ville. On a retrouvé des tuyaux en argile servant à y amener de l'eau depuis l'extérieur de la ville, qui passaient sous la porte du Roi. Cependant, on a plutôt tendance à y voir des bassins liés aux espaces cultuels situés à proximité. Cinq bassins artificiels avaient également été creusés au sud de la Ville haute, près de Yerkapı, dans de la marne, donc un sol naturellement imperméable. Ces réservoirs sont étroits, mais profonds (jusqu'à 8 mètres), et ils étaient situés sur une hauteur, ce qui facilitait ensuite la redistribution de l'eau. Mais aucune trace de canalisation n'a été retrouvée autour : on ignore d'où l'eau venait, et vers où elle était dirigée.
L'approvisionnement en nourriture était le second gros problème. Il s'agissait surtout de fournir du grain, nourriture de base de la population. Deux importants ensembles de silos à grain ont été retrouvés sur le site : dans la Ville basse, près de la muraille entre Büyükkale et le Temple I ; et sur Büyükkaya. Le premier mesure 60 mètres de long et 30 à 40 mètres de large, et comprend seize chambres de stockage, disposées parallèlement en deux rangées de huit. Onze silos ont été dégagés à Büyükkaya. La capacité totale de stockage de la ville grâce à ces deux ensembles (en admettant qu'il n'y en ait pas plus) a été estimée entre 7 000 et 9 000 m3, soit près de 6 000 tonnes de grain. De quoi nourrir annuellement entre 20 000 et 30 000 personnes environ, en sachant que les estimations très approximatives du nombre d'habitants de Hattusa varient entre 10 000 et 40 000 selon les époques et les spécialistes.
Mais ces silos n'étaient pas destinés uniquement à l'approvisionnement de la capitale, puisqu'il s'agissait vraisemblablement d'entrepôts collectant les grains prélevés par l'État sur ses terres ou par des taxes, et qui pouvaient être redistribués dans tout l'Empire selon les besoins. Néanmoins, Hattusa devait en être un récepteur privilégié du fait de son importance politique, stratégique et démographique. Les entrepôts d'aliments de l'État étaient gérés par des « intendants » (désignés dans les textes par le terme sumérien AGRIG) postés dans les principales villes, celui de Hattusha ayant le rang le plus important. On le voit souvent effectuer des distributions alimentaires au moment des grandes fêtes religieuses. Mais il n'est pas chargé de la gestion du gros bétail et du vin, qui incombe à d'autres administrateurs ayant aussi accès aux entrepôts d'État (É.NA4KIŠIB ; on y trouve également des armes). Notons que chaque AGRIG provincial avait un entrepôt à Hattusa, ce qui indique bien le rôle de la capitale comme centre de redistribution à l'échelle de tout le royaume. La population de la cité avait accès au grain par des rations distribuées par les grands organismes pour lesquels elle travaillait, ou bien en exploitant elle-même les champs des vallées entourant Hattusa. On ne dispose pas d'information sur des marchés d'aliments.

### Le centre politique du royaume

#### La citadelle de Büyükkale

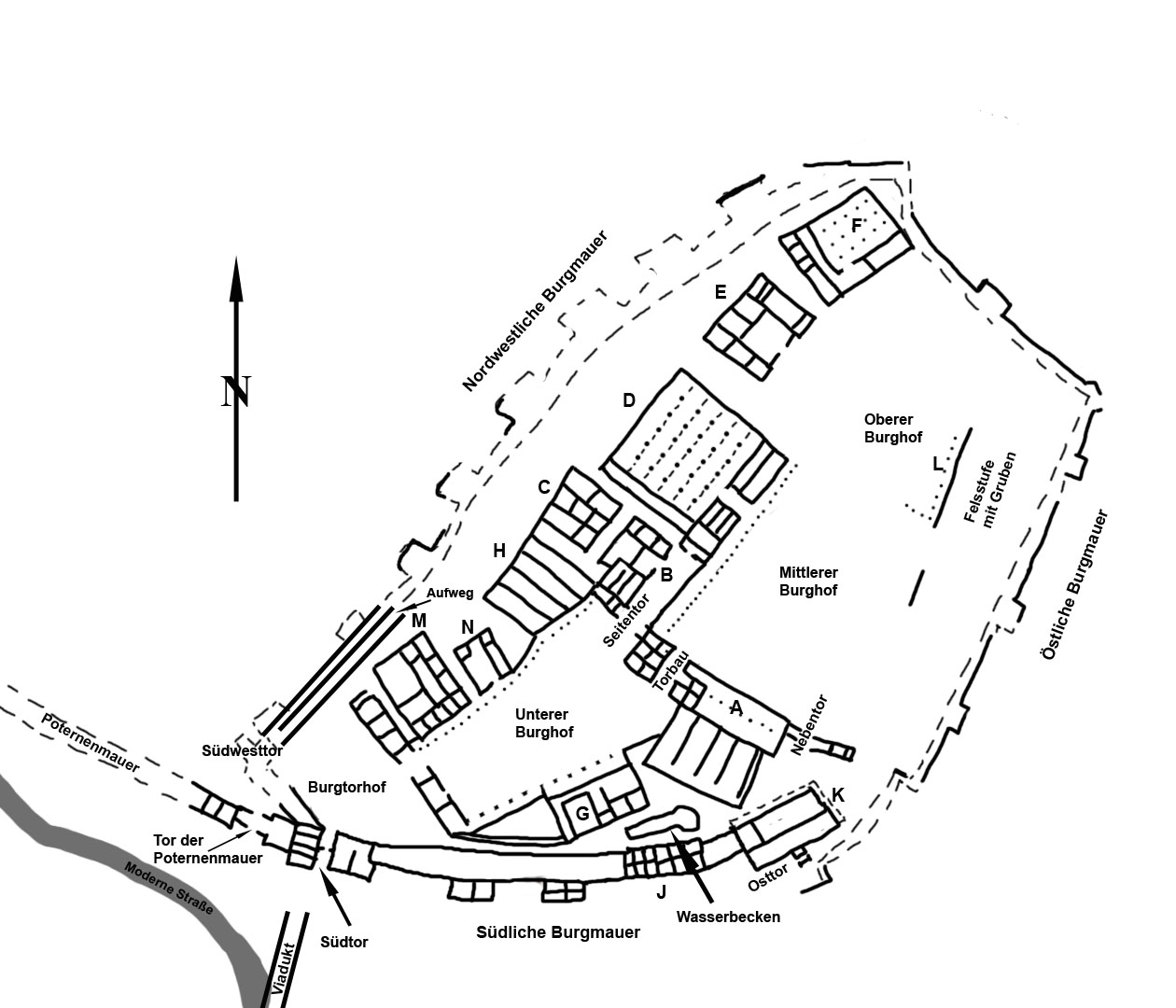
Plan de la citadelle de Büyükkale.

Le cœur politique du royaume hittite, avec le palais royal, était bâti sur un plateau relativement plat de surface de 250 × 150 mètres, connu aujourd'hui sous le nom de Büyükkale (la « Grande forteresse »). Une citadelle y avait été bâtie dès le IIIe millénaire av. J.-C., mais les niveaux connus sont ceux de la fin du royaume hittite, le complexe ayant été remanié durant la seconde moitié du XIIIe siècle av. J.-C., les travaux ne s'étant probablement achevés que sous Suppiluliuma II, juste avant l'abandon de Hattusa.
L'ensemble était protégé par une enceinte intérieure qui le séparait du reste de la ville, mais était relié au réseau de fortifications intérieures et extérieures. On y accédait par une entrée principale située à l'angle sud-ouest, reliée à la Ville haute par un viaduc de 85 mètres de long. Elle est similaire aux portes du sud de la ville, flanquée de deux tours et gardée par deux lions sculptés dans des monolithes. Deux autres portes permettaient d'accéder au complexe palatial : une au sud-est, mal conservée et une autre au sud du mur ouest de la citadelle, qui reliait le complexe à la Ville basse et dont les dimensions réduites ne permettaient que de faire passer des piétons.
La porte sud-ouest ouvrait sur une petite cour, par laquelle on accédait ensuite aux différentes parties du complexe palatial, organisé autour de trois cours successives permettant de rejoindre les appartements royaux situés au sommet de l'acropole, au nord, surplombant la Ville basse. La cour inférieure est bordée par différents bâtiments à portiques, sans doute les plus récents du complexe. Parmi ces bâtiments, le M a été identifié comme étant destiné à l'administration, et le H aux entrepôts, constitués de quatre salles de stockage allongées parallèles. Cet ensemble servait donc de lieu de travail, voire de résidence pour certains des personnels du palais, notamment les gardes royaux. Le bâtiment C, excentré à l'ouest, a été identifié comme étant une chapelle.
C'est dans le bâtiment A, situé dans l'angle est de la cour, qu'a été retrouvé le gros des « archives » royales hittites au début du XXe siècle. Il est constitué de quatre salles de stockage dont le toit était porté par des colonnes, desservies par un couloir latéral de 30 mètres de long. On suppose que les tablettes étaient disposées sur des étagères de bois supportées par les rangées de colonnes. Les autres bâtiments de la citadelle ayant été le lieu de trouvailles de tablettes sont les bâtiments K, situés près de la porte sud-est, et les bâtiments D et E situés dans la partie supérieure de la citadelle (voir ci-dessous). Ces archives comprennent des documents liés à la vie du palais, à son administration, mais aussi des textes politiques et diplomatiques (correspondance), des contrats, des textes littéraires, mais également des textes de rituels religieux, le roi ayant aussi une fonction de prêtre.
Une porte monumentale séparait la cour inférieure de la cour médiane, la plus vaste, située au centre de l'acropole, et entourée de colonnes. Sur son côté ouest, on accédait via un portail monumental à un bâtiment carré à colonnes, disposées par rangées de cinq, le bâtiment D. Il a été identifié comme étant une salle d'audience, où le roi recevait les visiteurs venus de son royaume ou de l'étranger lors de réceptions officielles. La cour médiane était bordée sur son côté nord par la cour supérieure, elle aussi bordée de colonnes, mais de taille plus réduite. Sur son côté ouest, on trouvait deux bâtiments (E et F), sans doute là où il faut localiser les appartements royaux (halentuwa).

#### La cour royale hittite et l'administration centrale du royaume
L'acropole de Hattusa était donc le lieu où résidaient le roi et sa famille, entourés des plus hauts dignitaires du royaume, ceux que les textes appellent « Fils du Roi » (DUMU.LUGAL) ainsi que d'une administration importante. Le roi demeurait au sommet de la citadelle, dans ses propres appartements, dans l'espace appelé halentuwa par les sources hittites, qui est important dans plusieurs cérémonies religieuses. Il peut s'agir du bâtiment E ou du F. À ses côtés devaient se trouver ses nombreuses épouses qui étaient dans une sorte de « harem », avec ses enfants, ses frères et sœurs non mariées, et tous les domestiques nécessaires à leur service quotidien. Ces personnes vivaient dans la moitié nord de l'acropole, autour des deux cours principales. Le roi disposait d'une garde personnelle, les MEŠEDI, dirigés par le chef des gardes (GAL.MEŠEDI), souvent un membre de la famille royale, et un des personnages les plus importants du royaume. Ils résidaient à proximité des appartements royaux. Plusieurs textes contiennent les devoirs de certaines de ces personnes, notamment la famille royale, des officiers, et surtout les gardes royaux (dans le texte dit des Instructions aux MEŠEDI). Le personnel du palais que montrent ces documents est très hétéroclite : un chambellan, un majordome, des prêtres, des médecins, des pages, des portiers, des blanchisseurs, etc. Une étiquette semble avoir régi la vie de la cour.
La citadelle est aussi le centre du royaume hittite, d'où le pays est dirigé en temps normal, même si le roi doit souvent quitter le palais pour des obligations militaires ou religieuses. Cette administration est connue sous le nom de « Maison du roi ». Elle comprend de nombreux dignitaires, dont les fonctions sont souvent mal identifiées. C'est également de là que l'on gère les possessions du domaine royal. Ces services devaient correspondre aux bâtiments entourant la cour inférieure. Du fait de l'importance politique du royaume, de nombreux dignitaires étrangers visitaient la cour hittite pour des raisons diplomatiques, et ils étaient reçus officiellement dans la salle d'audience à colonnes, le bâtiment D. Comme il n'existe pas d'ambassade permanente, c'est aux Hittites d'héberger leurs hôtes. La cour hittite est un univers cosmopolite, car le roi pouvait engager à son service des spécialistes étrangers (artistes, scribes, médecins), notamment de Mésopotamie (Babylonie et Assyrie).
Du fait de la taille relativement limitée de Büyükkale, tous les membres de l'administration palatiale ne pouvaient y résider, et ils devaient donc avoir des habitations dans les autres parties de la ville, qui à ce jour n'ont pas été identifiées. Les fonctions administratives débordaient en tout cas de la citadelle. Un bâtiment ayant pu avoir une fonction administrative a été identifié dans la Ville basse, la « Maison du coteau » entre le Temple I et Büyükkale, de base 32 × 36 mètres, avec un étage, organisée autour d'un vaste espace central. On y a retrouvé des tablettes, notamment littéraires et scolaires (le bâtiment pourrait avoir servi d'école). Les constructions des promontoires rocheux de la Ville haute (Yenicekale, Nişantepe et Sarıkale) ont peut-être eu une fonction administrative. Cela est à peu près sûr pour le bâtiment de Nişantepe situé juste au sud de l'acropole où ont été retrouvées plus de 3 500 bulles d'argile portant les empreintes des sceaux de rois et de fonctionnaires royaux, ainsi que quelques tablettes de donations de terres. Elles datent du règne de Suppiluliuma Ier jusqu'à la fin du royaume.

### Un centre religieux du royaume hittite

#### Le Grand Temple (Temple 1)

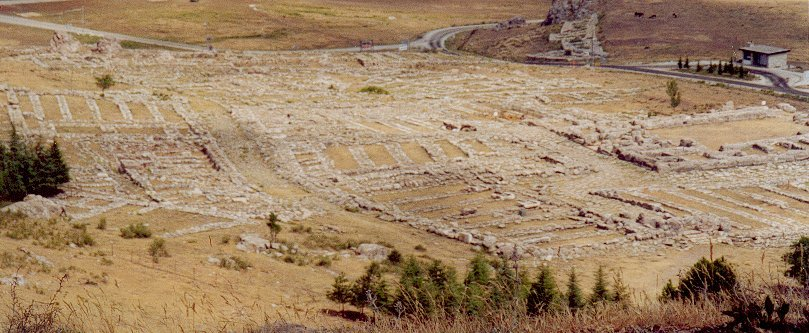
Ruines du Grand Temple (ou Temple 1) de la Ville basse.

La partie occidentale de la Ville basse abritait le monument le plus vaste de la capitale hittite : le Grand Temple, ou Temple 1. Il était dédié au couple de divinités patronnes de la royauté hittite, le Dieu de l'Orage et la Déesse-soleil d'Arinna, identifiés à partir du règne de Hattusili III aux divinités hourrites Teshub et Hebat. Le complexe entourant le temple a été remanié sous le règne de ce dernier et de son successeur Tudhaliya IV.
Le temple et ses dépendances proches ont été bâtis sur une terrasse artificielle constituée de gros blocs de pierre, mesurant 160 mètres de long pour 135 de large, couvrant une surface d'environ 20 000 m2. Le temple lui-même était situé au centre. Il avait des dimensions de 64 × 42 mètres. Il est orienté sud-ouest/nord-est, sa porte d'entrée étant située sur son côté sud-ouest. Elle est faite d'une succession de trois petites salles, chacune flanquée de deux autres petites pièces. Cette porte portait le nom hittite de hilammar (sumérien KI.LAM), et avait un rôle symbolique important, que l'on voit dans les fêtes religieuses. On parvenait ensuite à la cour centrale (à ciel ouvert) de l'édifice, de forme rectangulaire, où se déroulaient les cérémonies religieuses. Une pièce destinée à faire des ablutions occupait l'angle est de la cour. Des magasins étaient disposés sur les côtés. Le temple comprenait deux cellae à son extrémité, celle de gauche abritant la statue de la Déesse-soleil, celle de droite celle du Dieu de l'Orage. Il ne reste aujourd'hui que leurs socles. Elles étaient éclairées par des fenêtres hautes et étroites. En effet, ces chapelles étaient isolées de la cour par un portique à colonnes et des vestibules qui masquaient les statues divines aux personnes se trouvant dans la cour. Ces effigies étaient considérées comme abritant effectivement l'esprit de la divinité, dont le temple était la résidence terrestre. Il existait probablement d'autres chapelles dans le temple, dédiées aux divinités secondaires qui étaient au service du couple divin, formant le « cercle divin » (kaluti) de ceux-ci.

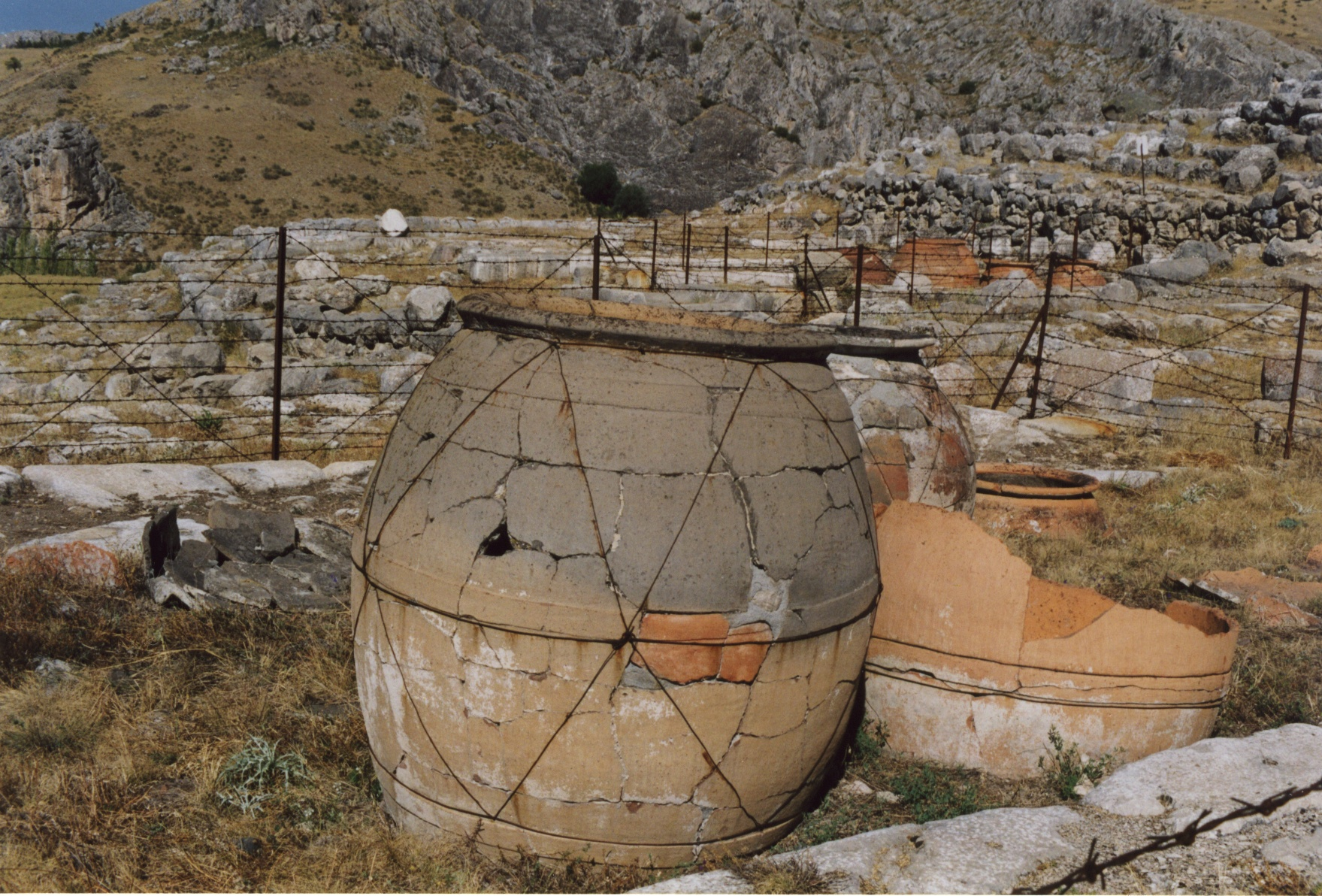
Magasins et jarres entourant le Grand Temple.

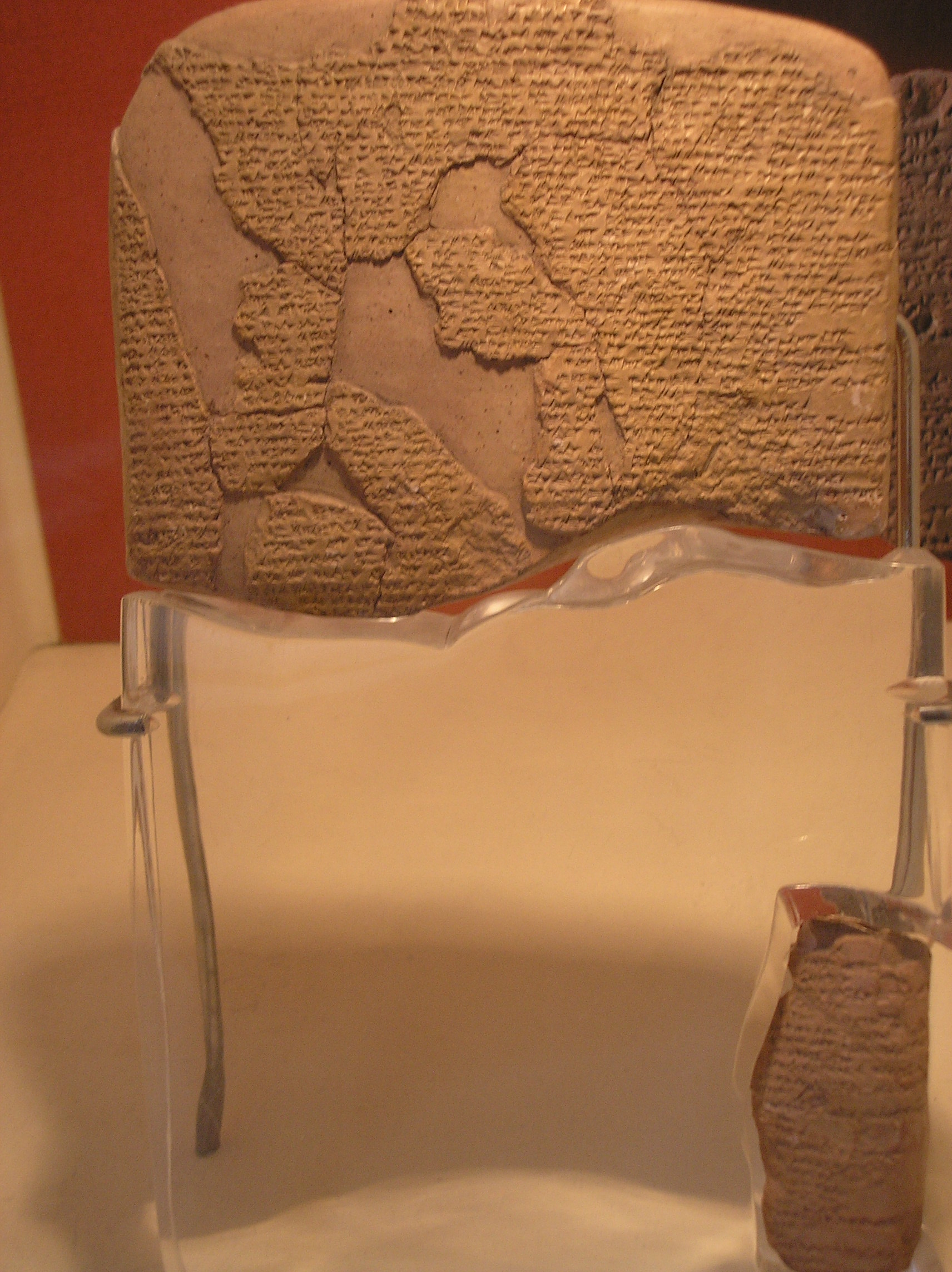
Copie de la version du traité égypto-hittite retrouvée dans les dépendances du Grand Temple (Musée des Œuvres de l'Orient Ancien, Istanbul).

Le temple était entouré par des constructions qui formaient une sorte de muraille l'isolant de l'extérieur et délimitant la zone sacrée. On y pénétrait par une porte monumentale bâtie dans l'angle sud du complexe, mais deux autres points de passage plus modestes avaient été aménagés et communiquaient vers l'extérieur. Les rues séparant le temple de ses dépendances étaient pavées. Les bâtiments avaient au moins un étage, car on y a retrouvé des bases d'escaliers. Le rez-de-chaussée était constitué de magasins, des pièces étroites et longues. Il y avait en tout plus de 80 pièces. La vingtaine de ces salles, qui occupaient le côté sud-est, comprenait de vastes jarres (pithoi) enterrées dans le sol, où étaient stockées des denrées qui pouvaient se conserver un certain temps (grains, légumes et fruits secs). Certaines étant plus vastes que les portes d'entrée des salles, il semble qu'elles aient été placées là avant même la construction du bâtiment, et elles n'ont pu être emportées lorsque le temple a été abandonné, puis pillé. Dans les salles situées au nord, il y avait des conteneurs en matériaux périssables (caisses en bois, paniers), dont on n'a retrouvé que les bulles d'argile destinées à les sceller. D'autres pièces contenaient ce qui constituait les « archives » du temple, même si ce terme semble impropre dans la mesure où des tablettes ont été retrouvées un peu partout dans la zone du temple. Ces tablettes consistaient en des textes destinés au culte religieux (instructions au personnel, listes des officiants, rituels et chants religieux, etc.), mais également des textes diplomatiques, les traités de paix conclus par les rois hittites étant déposés dans le sanctuaire, sous le regard des dieux qui étaient les témoins garants de l'accord. C'est ici qu'a été mise au jour la version hittite du traité de paix passé entre Hattusili III et le pharaon Ramsès II, dont la version égyptienne a été gravée dans deux temples de Karnak.
Au sud-ouest de la zone sacrée, une rue séparait celle-ci d'un autre groupe de bâtiments de forme irrégulière (130 × 55 mètres), composé d'une soixantaine de pièces. Une seule entrée, située sur la rue mentionnée précédemment, conduisait à une cour intérieure autour de laquelle étaient disposés des magasins, ateliers, cuisines, brasseries, bureaux de scribes, etc., donc des bâtiments où travaillaient le personnel du temple. Certains y résidaient peut-être, tandis que d'autres devaient résider dans le quartier résidentiel fouillé au nord du temple, entre ce monument et les murailles. Un texte retrouvé dans la zone sacrée recense les différentes personnes travaillant pour le temple. On en dénombre 205, dont des prêtres et prêtresses, certains spécialisés (dans les incantations, dans les chants en hourrite), des scribes, auxquels il faut ajouter notamment des cuisiniers et brasseurs qui fournissaient les aliments délivrés au quotidien aux divinités. Un autre texte, appelé Instructions au personnel du temple contient de nombreuses prescriptions destinées à ceux qui ont le droit de pénétrer dans le sanctuaire : ils ne doivent pas s'approprier les denrées destinées aux dieux, ne pas introduire de personnes n'ayant pas le droit d'entrer dans la zone sacrée, et s'organiser pour assurer la surveillance du temple en permanence, notamment contre le risque d'incendie.
D'autres sanctuaires, non fouillés, sont attestés par les sources épigraphiques. Il semble que la Ville basse ait eu d'autres temples que le Temple 1, peut-être au sud de celui-ci. De même, on sait qu'il existait un ou plusieurs lieux de culte dans la citadelle de Büyükkale, dont peut-être le bâtiment C.

#### Les lieux de culte de la Ville haute

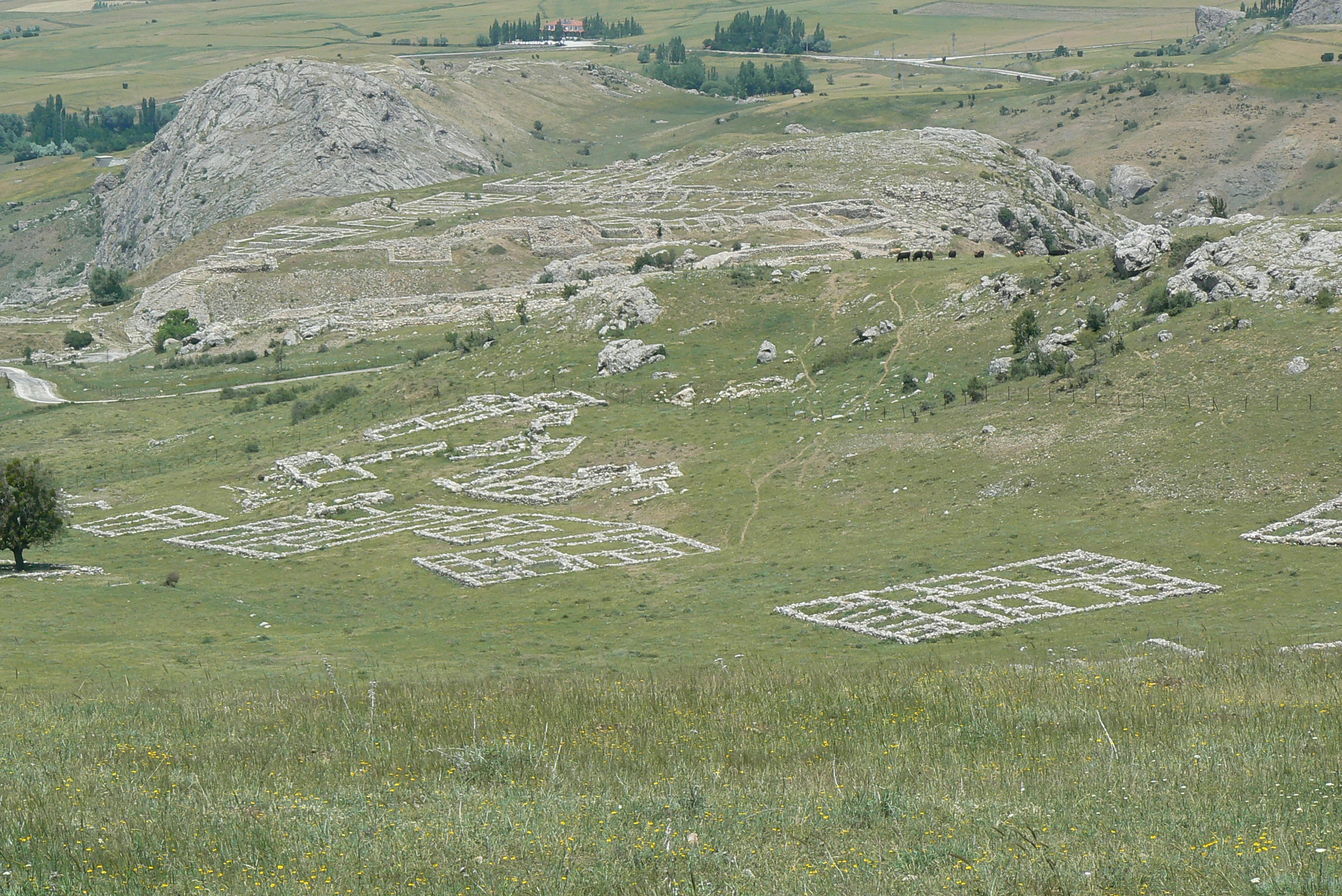
Ruines de différents temples de la Ville haute.

Durant les dernières décennies de la capitale hittite, le paysage religieux de la ville fut profondément remanié, avec la création d'une véritable ville sacrée au sud du site, dans la Ville haute. Il ne s'agit néanmoins pas d'une extension de la ville comme on l'a longtemps pensé puisque ce secteur était déjà habité sous l'Ancien royaume. Trente temples au moins ont été identifiés et fouillés dans cette partie de Hattusha, essentiellement entre la porte des Sphinx et Büyükkale, dans la partie centrale de la ville nouvelle. Ces sanctuaires ont des tailles très diverses : les plus petits font de 400 à 600 m2 alors que les plus grands atteignent les 1 200 voire 1 500 m2 et sont entourés d'une enceinte délimitant la zone sacrée. Leur plan est sensiblement identique : ils sont de forme carrée ou rectangulaire, ont une porte d'entrée ouvrant sur une cour intérieure, puis, en passant sous un portique à colonnes, on accède à des vestibules derrière lesquels est bâtie la cella où se trouve la statue du résident divin de l'édifice. Cette organisation renvoie à celle du Grand Temple. Des magasins étaient souvent situés dans l'édifice ou à proximité, avec probablement les lieux de travail du personnel des sanctuaires, comme l'indiquent les trouvailles de tablettes faites dans certains de ces édifices. C'est là qu'ont été effectuées certaines des découvertes épigraphiques les plus importantes des dernières campagnes de fouilles, comme un texte bilingue hittite-hourrite ayant grandement fait progresser la connaissance de la seconde langue. Les temples sont tous identifiés par un numéro, le 1 étant réservé au Grand Temple. Les plus importants de la Ville haute sont localisés dans la partie sud-est, à proximité des remparts, entre la porte des Sphinx et la porte du Roi : ce sont d'ouest en est les temples 2, 3 et 5. Ce dernier est le plus vaste (3 000 m2), et il possède deux cellae comme le Temple 1, et il dispose d'annexes importantes. On y a retrouvé un bas-relief de moins d'un mètre de haut représentant un roi nommé Tudhaliya (par une inscription en hiéroglyphes) dans une apparence de dieu-guerrier, donc probablement un roi divinisé après sa mort. Le Temple 5 est situé juste à proximité de la porte du Roi, un parcours processionnel reliant peut-être les deux lors de certaines festivités. Du côté opposé de la Ville haute, un autre temple (le numéro 30) a été bâti à une égale distance de la porte des Lions, et il lui était peut-être lié lors de cérémonies. Il semble cependant avoir été abandonné avant même la fin de Hattusha et remplacé par des résidences ou des ateliers.

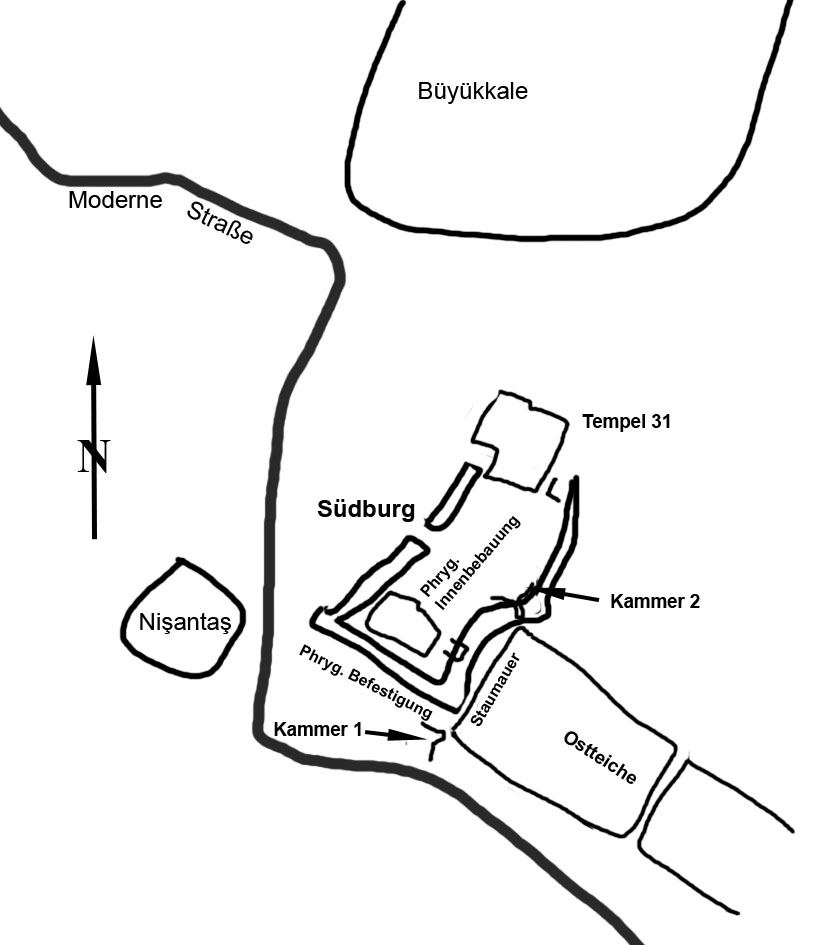
Plan de la zone dite du « Südburg » où se trouvent les deux chambres voutées.

La Ville haute comprenait probablement d'autres temples, voire des lieux de culte à ciel ouvert, les Hittites vénérant certaines zones boisées, des bétyles (des pierres divinisées), ainsi que des promontoires naturels, et des montagnes. Certaines constructions de cette partie de la ville auraient pu être des lieux de culte, notamment les trois promontoires rocheux situés dans l'alignement entre la porte des Lions et de Büyükkale déjà évoqués, respectivement Yenicekale, Sarıkale et Nişantepe (ou Nişantaş). Les Hittites y avaient bâti des édifices surplombant le reste de la ville, dont la fonction reste énigmatique : religieuse, militaire, administrative ? Dans les ruines de Nişantepe, on a retrouvé des restes d'une porte gardée par deux sphinx. On y a également repéré une inscription rupestre de 11 lignes en hiéroglyphes hittites très mal conservée, rédigée au nom de Suppiluliuma II, durant les dernières années de la capitale. C'est à proximité que se trouvaient deux autres constructions dues à ce roi, la Chambre 1 et la Chambre 2. Il s'agit de deux chambres voûtées monumentales. La première n'est pas décorée. Au fond de la seconde se trouve un bas-relief représentant le Dieu-Soleil, et sur le mur de gauche une représentation du roi Suppiluliuma II portant un arc et une lance. Cette chambre comporte également une inscription en hiéroglyphes relatant les actes pieux et militaires de ce souverain, notamment la prise du royaume d'Alashiya (sans doute Chypre). Ces chambres étaient sans doute liées au culte de divinités chthoniennes, et servaient de points de contacts entre le monde des vivants et celui des morts, situé sous terre. Les deux bassins situés à proximité évoqués plus haut avaient peut-être une fonction cultuelle, en lien avec ces constructions.

Chambre 2 du fort méridional (Südburg)
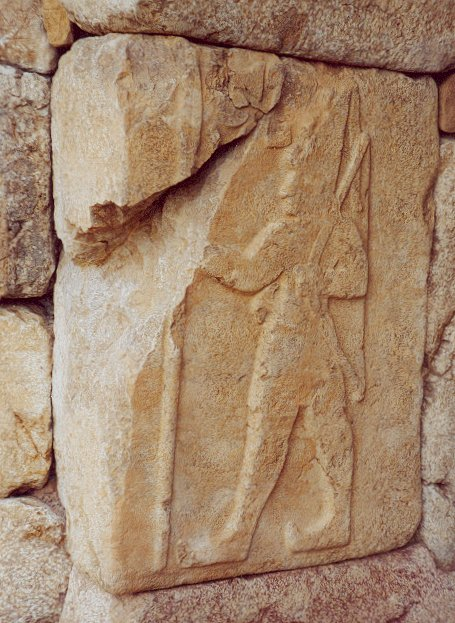
Bas-relief représentant Suppiluliuma II, sur le mur gauche.
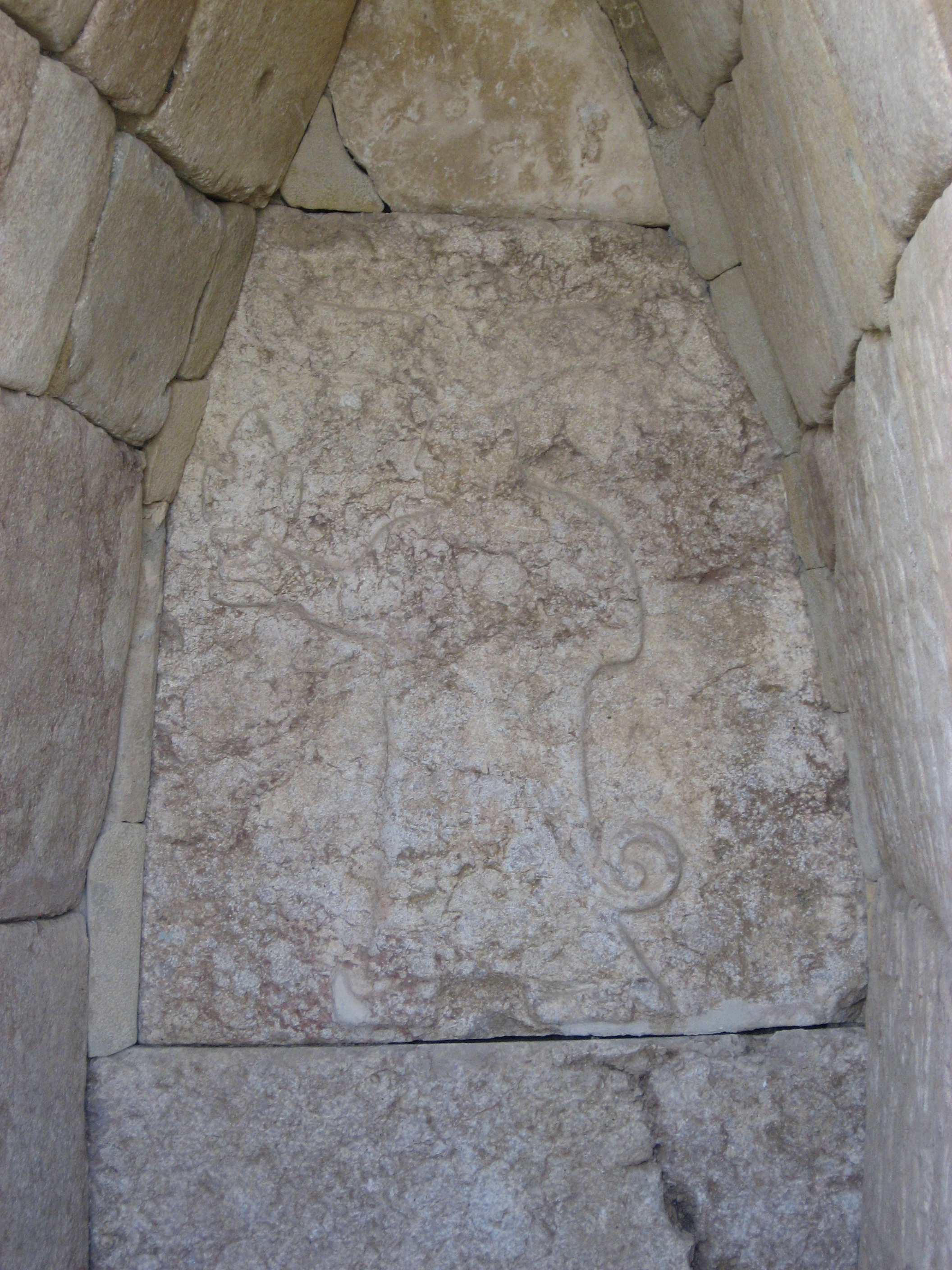
Bas-relief du Dieu-Soleil, au fond de la chambre.
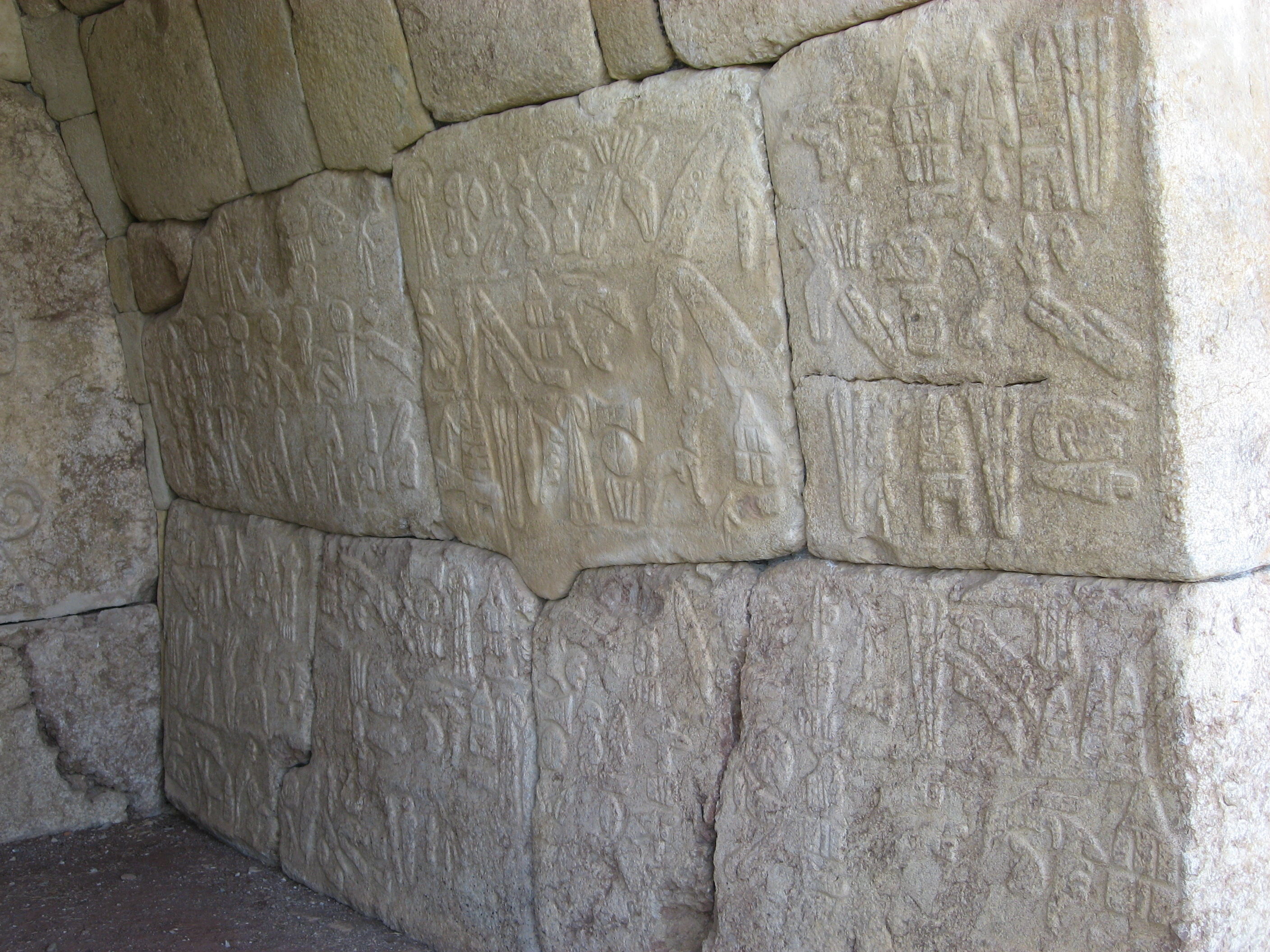
Inscription en hiéroglyphes, sur le mur droit.

#### Yazılıkaya
Situé à 2 km au nord-est de Hattusa, le sanctuaire rupestre à ciel ouvert de Yazılıkaya fait bien partie de l'ensemble des bâtiments cultuels de la capitale. En usage depuis au moins le XVIe siècle av. J.-C., il est réaménagé en même temps que les temples de la ville sous les règnes de Hattushili III et de Tudhaliya IV, qui y font réaliser des bâtiments et des bas-reliefs, et y introduisent le culte des divinités hourrites comme dans la capitale. Il comprend deux grandes parties, organisées suivant la disposition du relief de la montagne où le site se trouve, qui est percée de galeries naturelles. Les bas-reliefs de la Chambre A représentent un cortège des principales divinités du royaume, dirigées par le Dieu de l'Orage/Teshub et la Déesse-soleil/Hebat. Dans la Chambre B, plus petite, les bas-reliefs représentent des divinités chthoniennes (les « Douze dieux » et le « Dieu-épée »). Les fonctions de ce sanctuaire sont débattues : la Chambre B est apparemment liée à un culte funéraire, peut-être celui des rois hittites. Il est en tout cas évident que ce sanctuaire est lié à ceux de la capitale, et qu'il devait s'intégrer à des fêtes religieuses se déroulant aussi à Hattusa. Il rappelle les temples extérieurs à la cité qui servent lors des cérémonies du Nouvel An en Mésopotamie, et pourrait donc lui aussi être lié à la fête du Nouvel An hittite (purulli).

Yazılıkaya
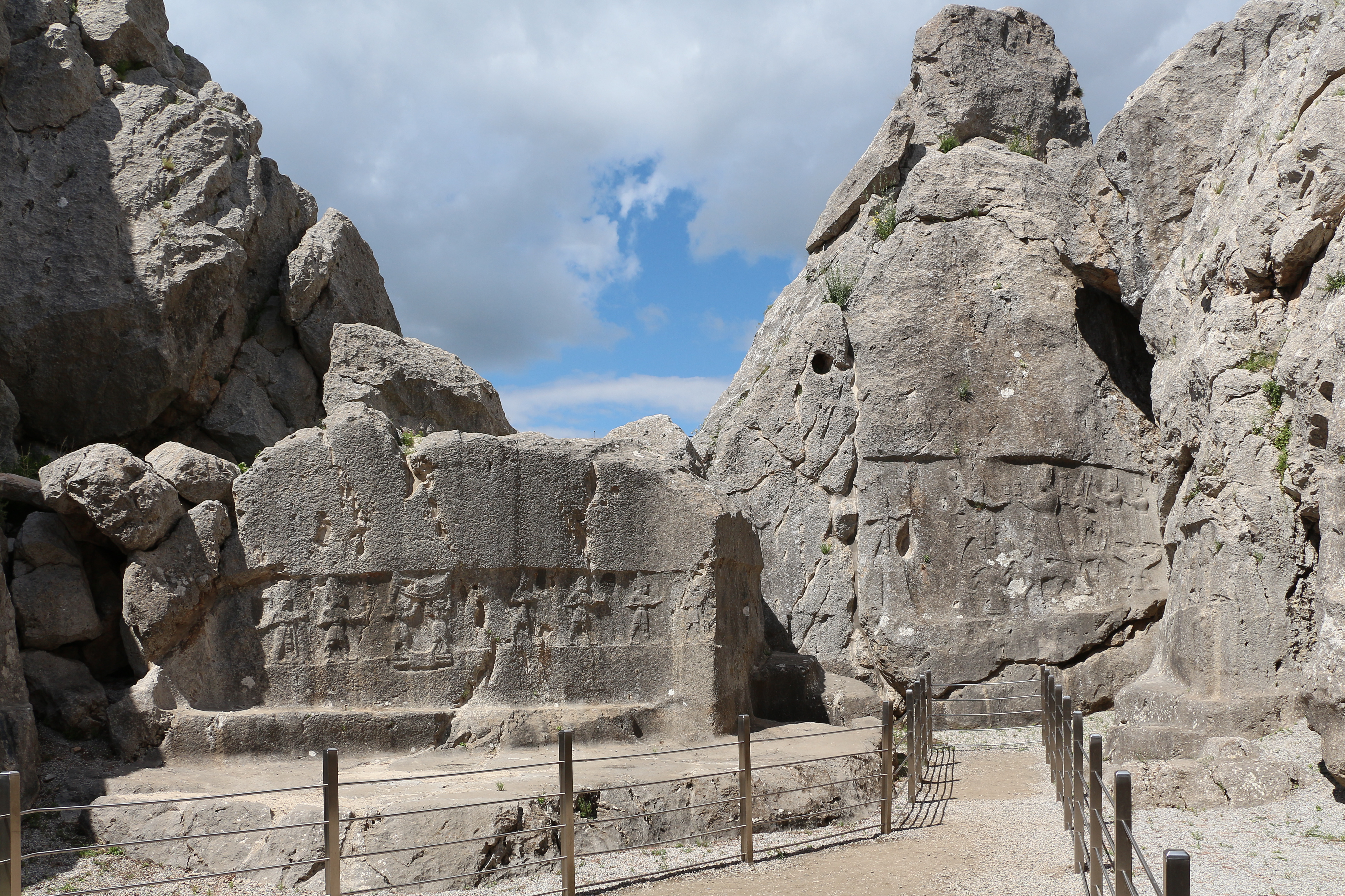
Vue de la Chambre A.
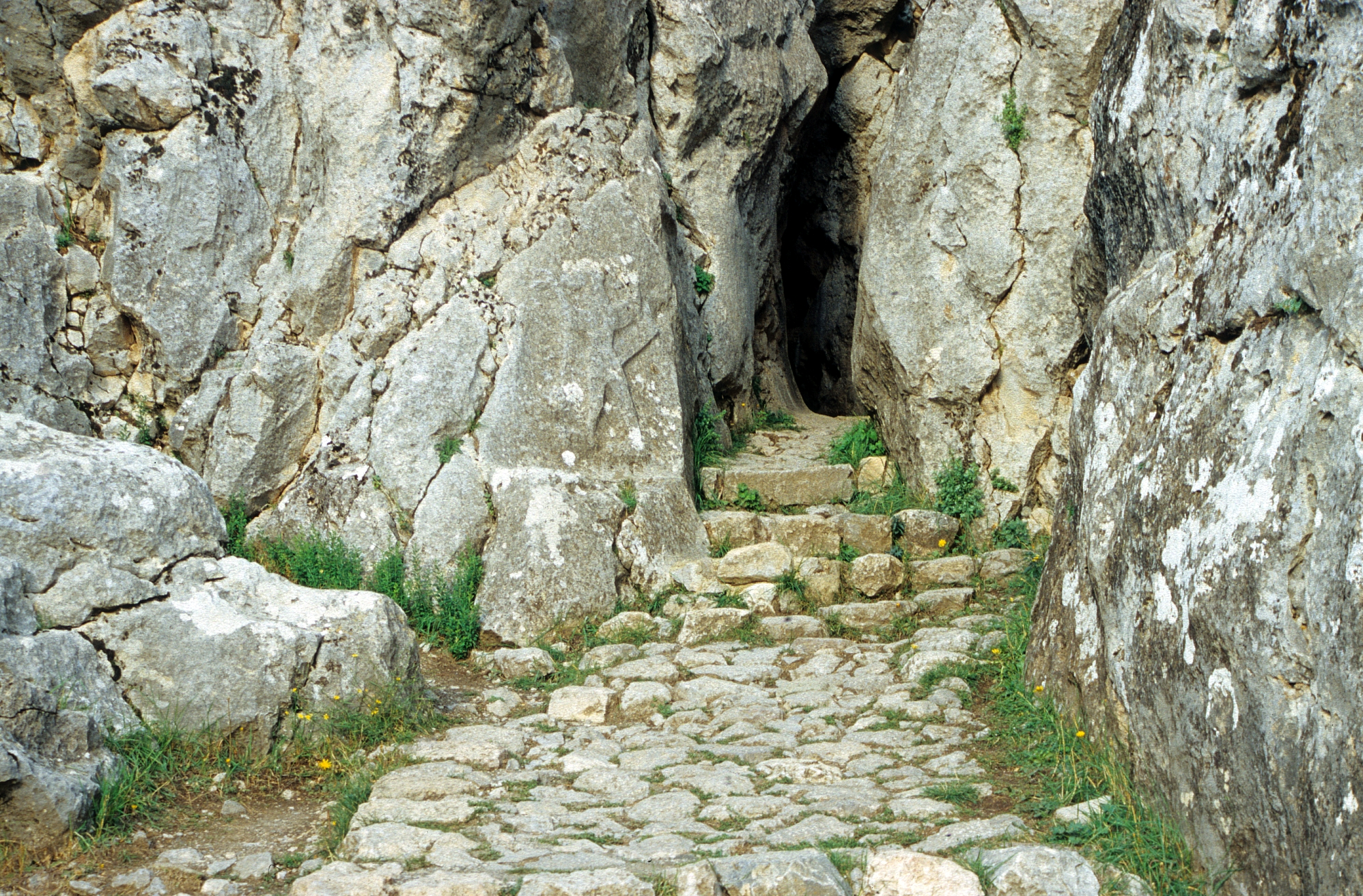
Entrée de la Chambre B.
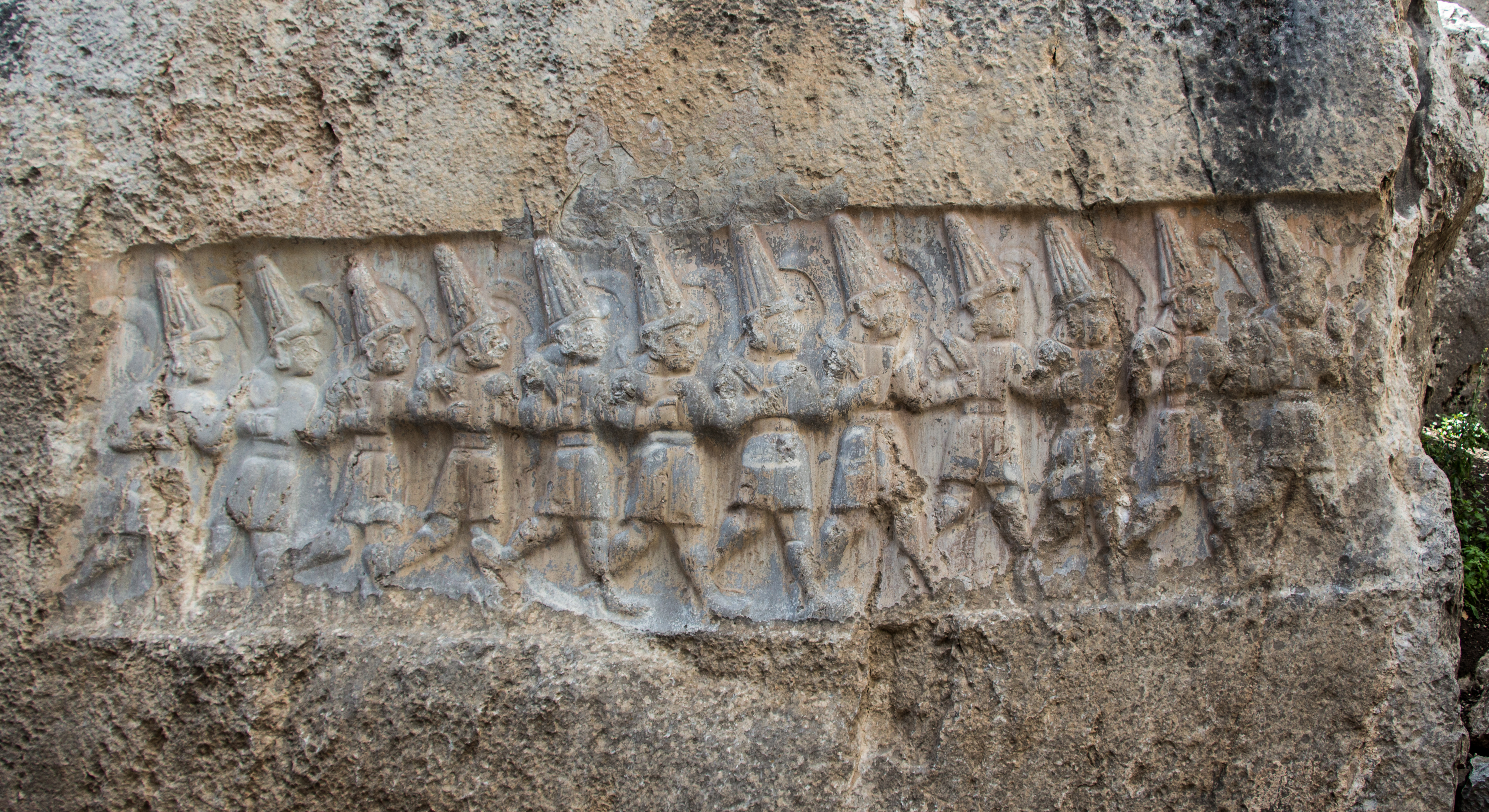
Chambre B : la procession des « Douze dieux », divinités infernales.

#### La vie religieuse à Hattusa

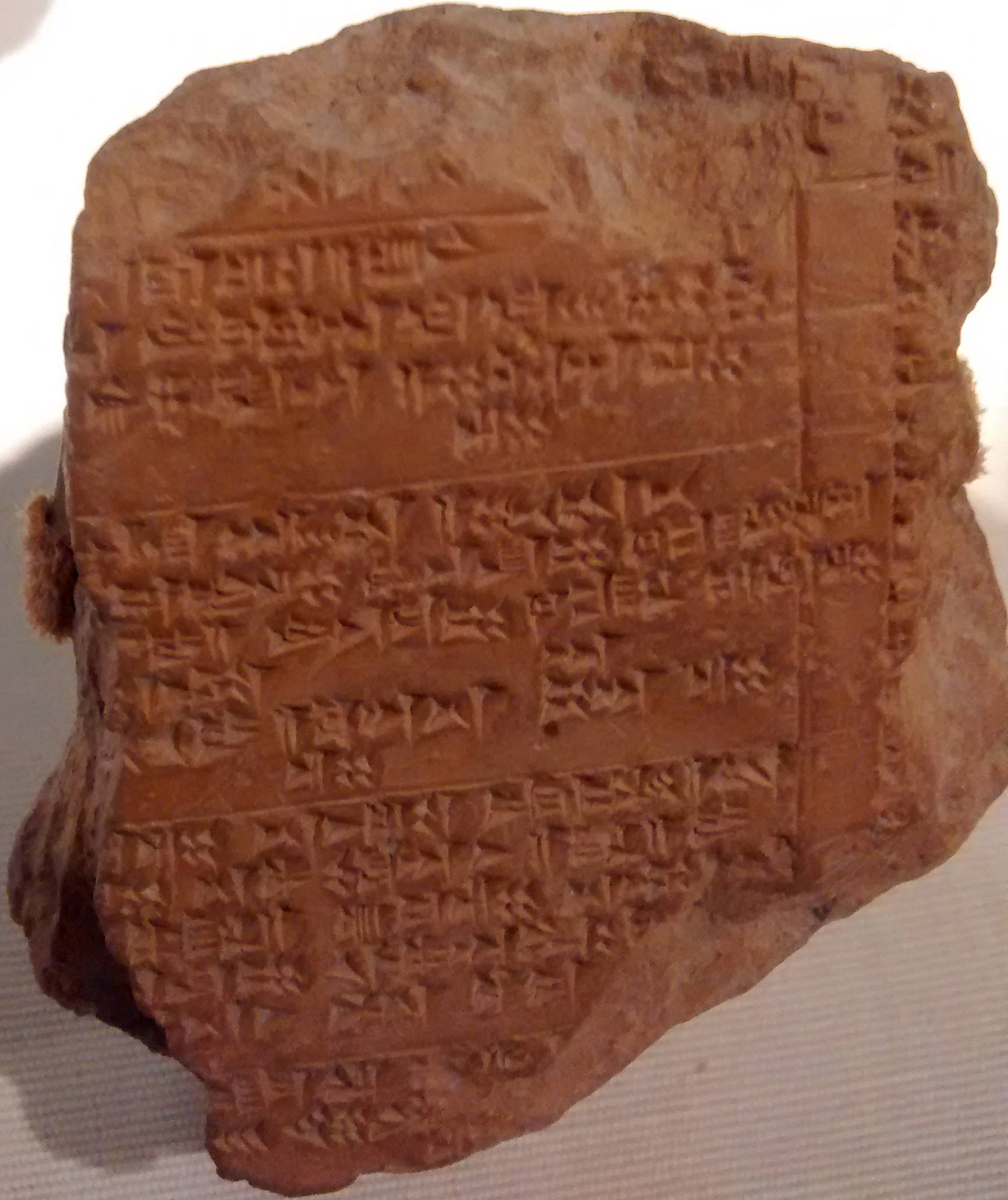
Fragment de tablette rituelle contenant la description d'un festival pour la déesse Teteshkhapi. Musée de l'Institut oriental de Chicago.

L'activité cultuelle est donc très intense durant toute l'année à Hattusa. Au quotidien, le personnel des nombreux temples de la ville effectue des sacrifices aux dieux qu'ils considéraient comme résidant dans les sanctuaires. Il fallait donc que les magasins soient toujours pourvus en offrandes (aliments, boissons, mais aussi des vêtements, des bijoux, etc.), que les abattoirs, cuisines et brasseries des temples fonctionnent, ainsi que les ateliers fabriquant et réparant tous les objets nécessaires au culte divin. Cela employait un personnel important qu'il fallait encadrer, et qui devait se plier à des règles strictes comme le prouve le règlement contenu dans les Instructions au personnel du temple, qui prescrit couramment la peine capitale pour des fautes graves commises par le personnel ayant accès aux temples, alors que la mort est une sanction rare dans le droit hittite. Les temples devaient également disposer de moyens importants pour pouvoir fonctionner. Ils disposaient donc de terres d'où ils pouvaient tirer des produits ou des revenus, issues de donations royales ou privées. Sinon, ils disposaient d'offrandes faites par les fidèles, et surtout par le roi.
À de nombreux moments de l'année, le rythme du culte quotidien est rompu par des fêtes. Elles se déroulent à des moments précis déterminés par un calendrier cultuel encore mal connu, et reviennent régulièrement : ce peut être tous les mois, tous les ans, voire plus. Beaucoup de ces fêtes exigent la participation du roi et de la reine, ainsi que de certains hauts dignitaires, et sont l'occasion pour le pouvoir royal de divertir et impressionner les envoyés de royaumes étrangers. Les entrepôts royaux sont alors sérieusement mis à contribution pour pourvoir les sanctuaires en offrandes. Certaines fêtes devaient également amener des pèlerins à la capitale. Il s'agit donc de moments importants de l'année. La plupart des grandes et longues fêtes qui parcourent les principaux centres cultuels du royaume hittite passent par Hattusa, et y restent plusieurs jours durant lesquels se déroulaient des rituels fastueux et parfois même des jeux, le tout accompagné de musique et de danses. C'est le cas de la fête purulli marquant le Nouvel An (au début du printemps) qui débutait dans la capitale, de la fête AN.TAH.ŠUM, également au printemps, qui y passe à plusieurs reprises. La fête du KI.LAM (sans doute en automne), une autre des plus importantes du royaume, se déroulait durant trois jours dans la capitale et dans les alentours. Comme l'indique son nom sumérien, signifiant « portail » (hittite hilammar), elle se rendait surtout aux portes d'entrée des principaux temples de la cité, débutant par celle du palais.